# Império Sassânida
O Império Sassânida (em persa: امپراتوری ساسانیان) foi o último Império Persa pré-islâmico, governado pela dinastia sassânida (224–651). O Império Sassânida, que sucedeu ao Império Parta, foi reconhecido como uma das principais potências da Ásia Ocidental e Central, juntamente com o Império Romano/Bizantino, por um período de mais de 400 anos.
Foi fundado por Artaxes I, após a queda do Império Arsácida e a derrota do último rei arsácida, Artabano IV. Durante sua existência, o Império Sassânida dominou os territórios dos atuais Irã, Iraque, Afeganistão, o leste da Síria, o Cáucaso (Armênia, Geórgia, Azerbaijão e Daguestão), o sudoeste da Ásia Central, parte da Turquia, certas áreas litorâneas da península Arábica, a região do golfo Pérsico, e algumas regiões do Baluquistão paquistanês
De acordo com a lenda tradicional persa, o vexiloide do Império Sassânida era o Derafsh Kaviani. Hipóteses foram levantadas afirmando que a transição que resultou no Império Sassânida representa o fim da disputa entre os proto-persas e seus parentes próximos étnicos migrantes, os partas, cuja pátria original localizava-se na atual Ásia Central.
O período sassânida, durante a Antiguidade Tardia, é considerado um dos mais importantes e influentes períodos históricos da história da Pérsia e do Irã, e constituiu o último grande império iraniano antes da conquista muçulmana e a adoção do islamismo pela população local. O Império Sassânida testemunhou o auge da civilização persa, de diversas maneiras; a Pérsia da época influenciou a civilização romana consideravelmente durante o período. A influência cultural sassânida ultrapassou em muito as fronteiras territoriais do império, chegando até a Europa ocidental, a África, a China e a Índia. Teve um papel importante na formação da arte medieval europeia e asiática.

## História

### Origens e história inicial

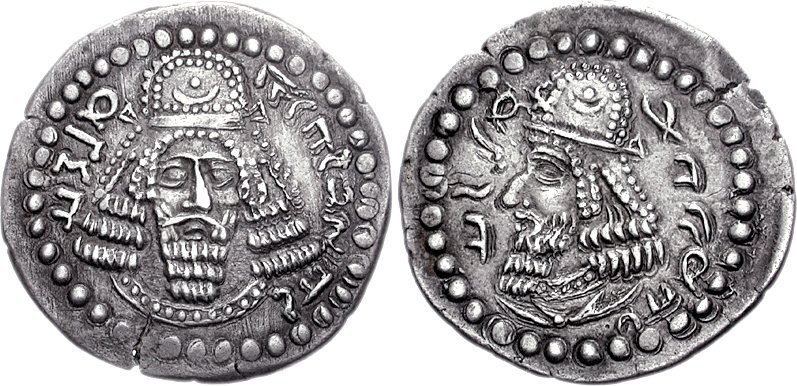
Cunhagem inicial do fundador Artaxes I, como Rei de Pérsis Artaxerxes (Ardaxir) V. Cerca de 205 /6–223/ 4 na Era Comum. Obv: Cabeça barbada, usando diadema e tiara no estilo parta, legenda "O divino Ardaxir, rei" em pálavi. Rev: Cabeça barbada de Pabeco, usando diadema e tiara de estilo parta, com legenda "filho da divindade Pabeco, rei" em pálavi

A queda do Império Parta e a ascensão do Sassânida ainda é um mistério, sendo repleta de relatos contraditórios.
O Império Sassânida foi estabelecido em Estacar por Artaxes I. Pabeco, o pai de Artaxes, era originalmente o governante de uma região chamada Quir. No entanto, no ano 200, conseguiu derrubar Gochir e nomear-se o novo governante dos basrânguidas. Sua mãe, Rodague, era filha do governador da província de Pérsis. Pabeco e seu filho mais velho, Sapor, conseguiram expandir seu poder sobre toda Pérsis. Os eventos subsequentes não são claramente conhecidos, devido à natureza elusiva das fontes. É certo, entretanto, que após a morte de Pabeco, Artaxes, que na época era o governador de Darabeguerde, se envolveu em uma luta pelo poder com seu irmão mais velho, Sapor. Fontes revelam que Sapor, saindo para uma reunião com seu irmão, foi morto quando o telhado de um prédio desabou sobre ele. No ano 208, apesar dos protestos de seus outros irmãos que foram condenados à morte, Artaxes declarou-se governante de Pérsis.

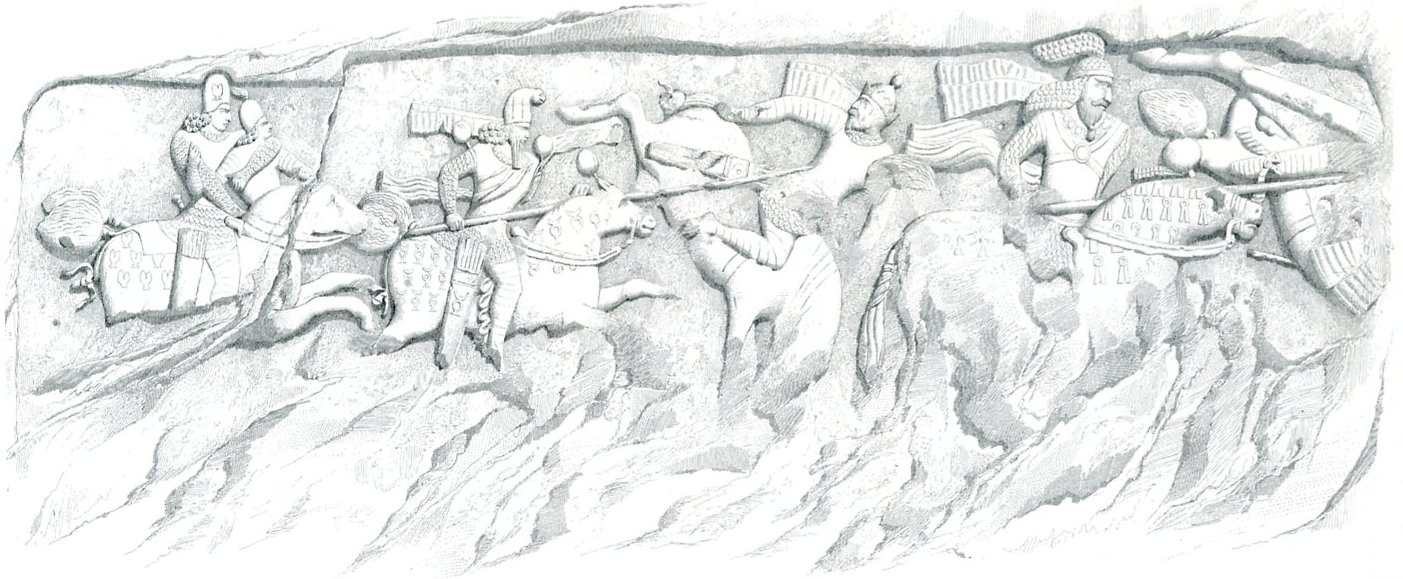
Ilustração de 1840 de um relevo sassânida em Firuzabade, mostrando a vitória de Artaxes I sobre Artabano IV e suas forças

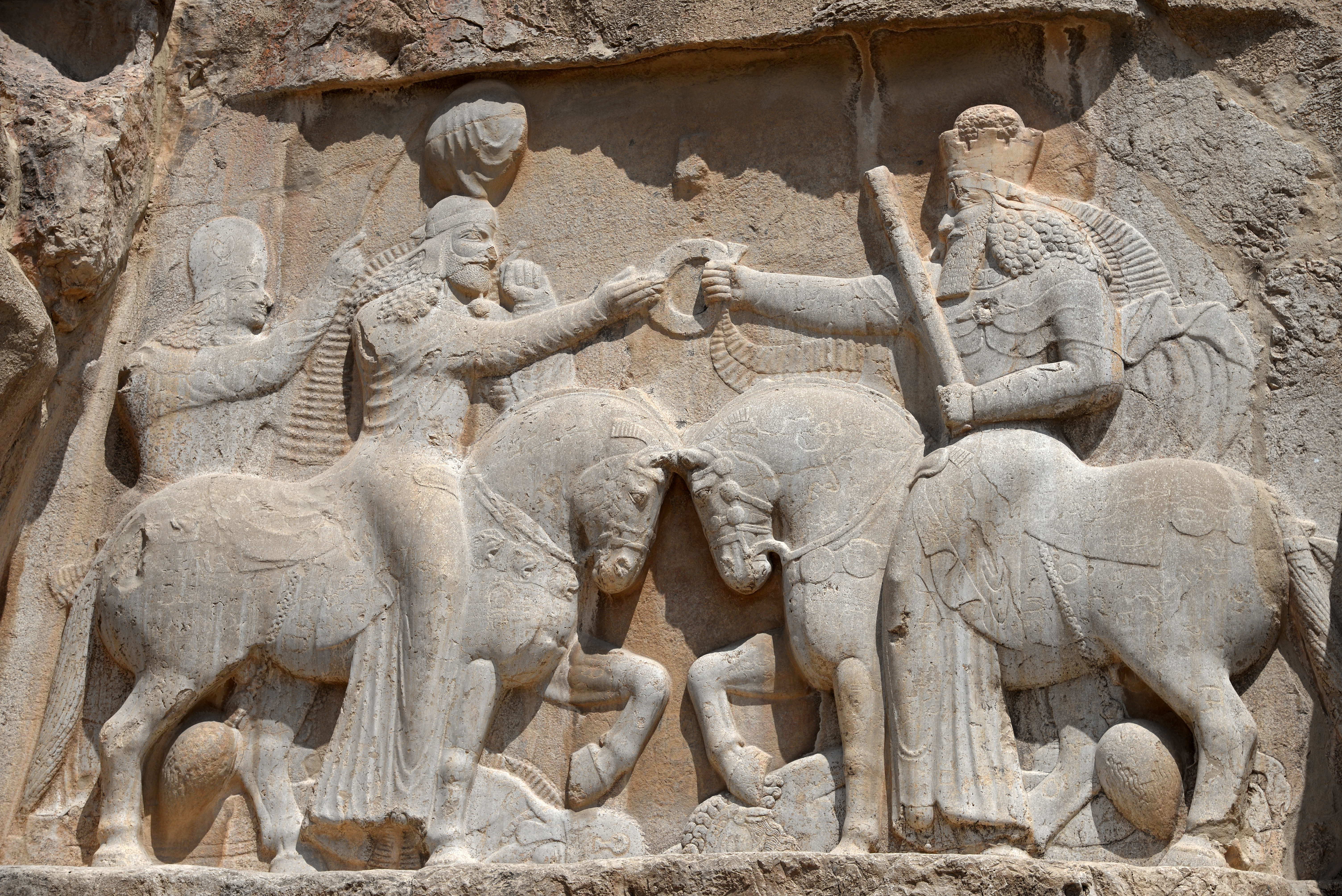
Relevo rochoso de Artaxes I recebendo o anel da realeza do deus supremo zoroastrista Aúra-Masda

Depois que Artaxes foi nomeado xá (rei), ele mudou sua capital para o sul de Pérsis e fundou Ardaxir-Cuarrá (antigo Gor, atual Firuzabade). A cidade, bem protegida por altas montanhas e facilmente defensável devido às passagens estreitas que se aproximavam dela, tornou-se o centro dos esforços de Artaxes para ganhar mais poder. Era cercado por uma parede alta e circular, provavelmente copiada daquela de Darabeguerde. O palácio de Artaxes ficava no lado norte da cidade; os restos dele ainda existem. Depois de estabelecer seu domínio sobre Pérsis, Artaxes rapidamente estendeu seu território, exigindo fidelidade dos príncipes locais de Pérsis e ganhando controle sobre as províncias vizinhas da Carmânia, Ispaã, Susiana e Mesena. Essa expansão rapidamente chamou a atenção de Artabano V, o rei parta, que inicialmente ordenou ao governador do Cuzistão que declarasse guerra contra Artaxes em 224, mas Artaxes foi vitorioso nas batalhas que se seguiram. Em uma segunda tentativa de destruir Artaxes, o próprio Artabano encontrou Artaxes na batalha em Hormusgã, onde o primeiro encontrou sua morte. Após a morte do governante parta, Artaxes passou a invadir as províncias ocidentais do agora extinto Império Parta.
Naquela época, a dinastia arsácida estava dividida entre os partidários de Artabano V e Vologases VI, o que provavelmente permitiu a Artaxes consolidar sua autoridade no sul com pouca ou nenhuma interferência dos partas. Artaxes foi auxiliado pela geografia da província de Pérsis, que foi separada do resto do Irã. Coroado em 224 em Ctesifonte como o único governante da Pérsia, Artaxes recebeu o título de xainxá, ou "rei de reis" (as inscrições mencionam Aduranaíde como seu Banbishnan banbishn, "rainha de rainhas", mas seu relacionamento com Artaxes não foi totalmente estabelecido), encerrando o Império Parta de 400 anos e dando início a quatro séculos de domínio sassânida.
Nos anos seguintes, rebeliões locais começaram em todo o império. No entanto, Artaxes I expandiu ainda mais seu novo império para o leste e noroeste, conquistando as províncias de Sacastão, Gusgã, Coração, Marve (no atual Turcomenistão), Bactro e Corásmia. Ele também acrescentou Barém e Moçul às posses sassânidas. Inscrições sassânidas posteriores também reivindicam a submissão dos reis do Império Cuchana, Turão e Macurão a Artaxes, embora com base em evidências numismáticas seja mais provável que estes realmente tenham se submetido ao filho de Artaxes, o futuro Sapor I. No oeste, ataques contra Hatra, Armênia e Adiabena tiveram menos sucesso. Em 230, invadiu profundamente o território romano e uma contra-ofensiva romana dois anos depois terminou de forma inconclusiva, embora o imperador romano, Alexandre Severo, tenha celebrado um triunfo em Roma.
O filho de Artaxes I, Sapor I, continuou a expansão do império, conquistando Báctria e a porção ocidental do Império Cuchana, enquanto liderava várias campanhas contra Roma. Invadindo a Mesopotâmia romana, Sapor I capturou Carras e Nísibis, mas em 243 o general romano Timesiteu derrotou os persas em Resena e recuperou os territórios perdidos. O avanço subsequente do imperador Gordiano III (r. 238–244) pelo Eufrates foi derrotado em Misiche (244), levando ao assassinato de Górdio por suas próprias tropas e permitindo que Sapor concluísse um tratado de paz altamente vantajoso com o novo imperador Filipe, o árabe, pelo qual ele garantiu o pagamento imediato de 500 000 denários e outros pagamentos anuais.[carece de fontes?]

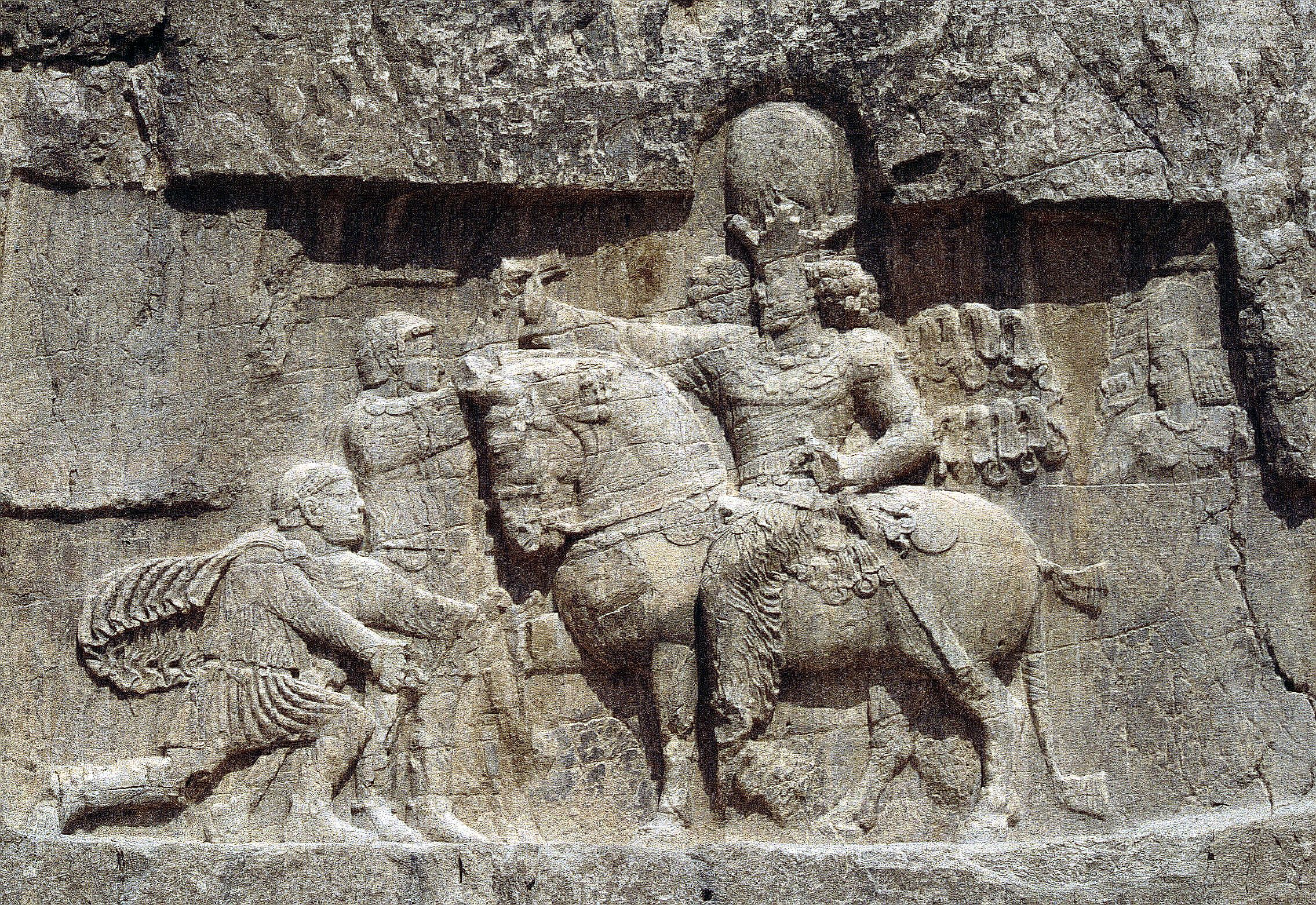
Relevo de face rochosa em Naqsh-e Rostam do imperador persa Sapor I (a cavalo) capturando o imperador romano Valeriano (de pé) e Filipe, o Árabe (ajoelhado), pedindo paz, após a vitória em Edessa

Sapor logo retomou a guerra, derrotou os romanos em Barbalisso (253) e, provavelmente, tomou e saqueou Antioquia. Os contra-ataques romanos sob o imperador Valeriano terminaram em desastre quando o exército romano foi derrotado e sitiado em Edessa e Valeriano foi capturado por Sapor, permanecendo seu prisioneiro pelo resto de sua vida. Xapur celebrou sua vitória esculpindo os impressionantes relevos rochosos em Naqsh-e Rostam e Bixapur, bem como uma inscrição monumental em persa e grego nas proximidades de Persépolis. Ele explorou seu sucesso avançando para a Anatólia (260), mas retirou-se em desordem após as derrotas nas mãos dos romanos e de seu aliado de Palmira Odenato, sofrendo a captura de seu harém e a perda de todos os territórios romanos que ocupava.
Sapor tinha planos de desenvolvimento intensivos. Ele ordenou a construção da ponte da primeira barragem no Irã e fundou muitas cidades, algumas colonizadas em parte por emigrantes dos territórios romanos, incluindo cristãos que podiam exercer sua fé livremente sob o governo sassânida. Duas cidades, Bixapur e Nixapur, receberam o nome dele. Ele favoreceu particularmente o maniqueísmo, protegendo Mani (que dedicou um de seus livros, o Shabuhragan, a ele) e enviou muitos missionários maniqueístas ao exterior. Ele também fez amizade com um rabino babilônico chamado Samuel.

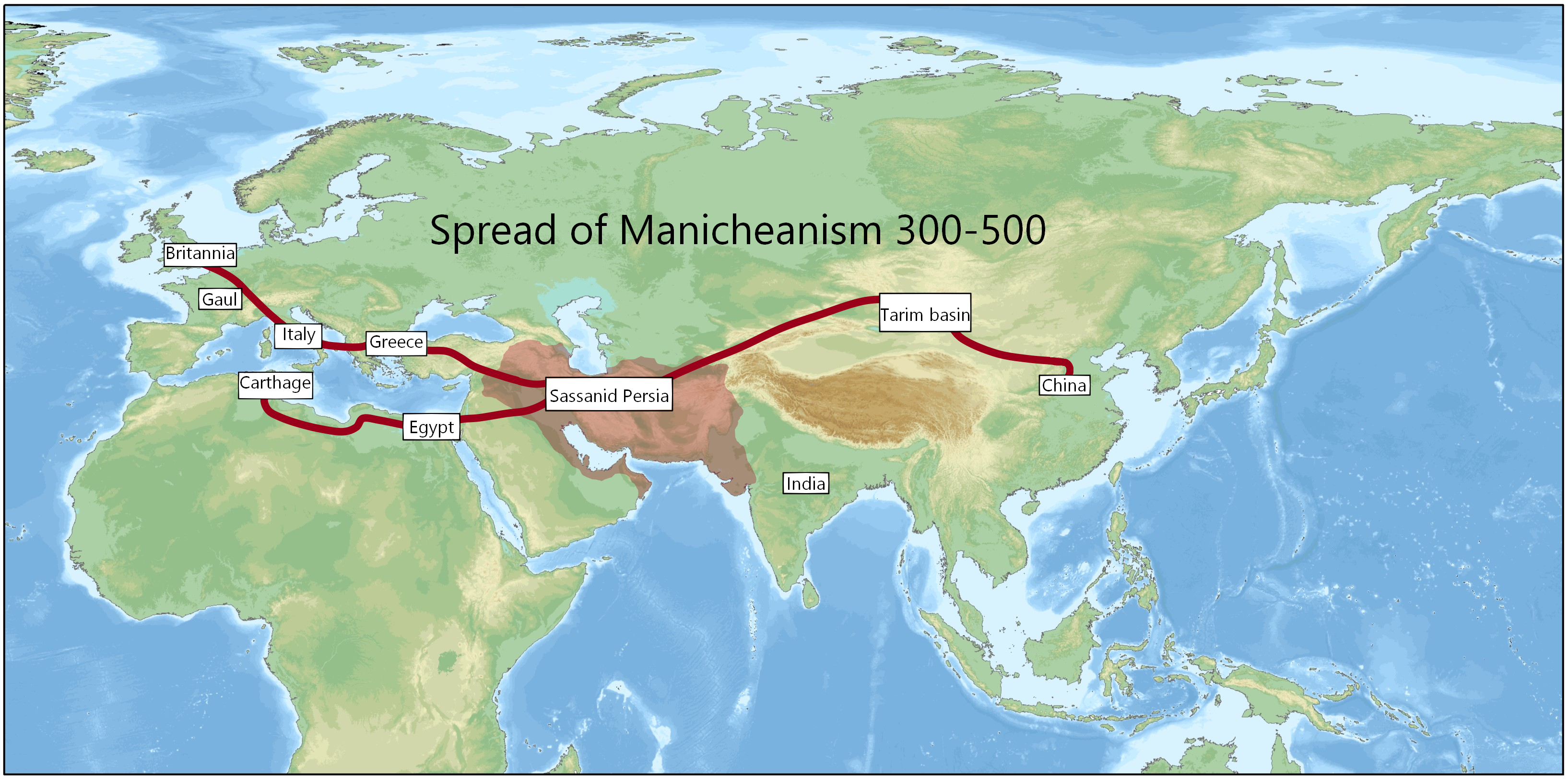
Espalhamento maniqueísmo (300-500)

Essa amizade foi vantajosa para a comunidade judaica e deu-lhes uma trégua das leis opressivas promulgadas contra eles. Reis posteriores reverteram a política de tolerância religiosa de Sapor. Quando Vararanes I, filho de Sapor, subiu ao trono, ele foi pressionado pelo sumo sacerdote zoroastriano Cartir Vararanes I a matar Mani e perseguir seus seguidores. Vararanes II também atendeu aos desejos do sacerdócio zoroastriano. Durante seu reinado, a capital sassânida, Ctesifonte, foi saqueada pelos romanos sob o imperador Caro, e a maior parte da Armênia, após meio século de domínio persa, foi cedida a Diocleciano.

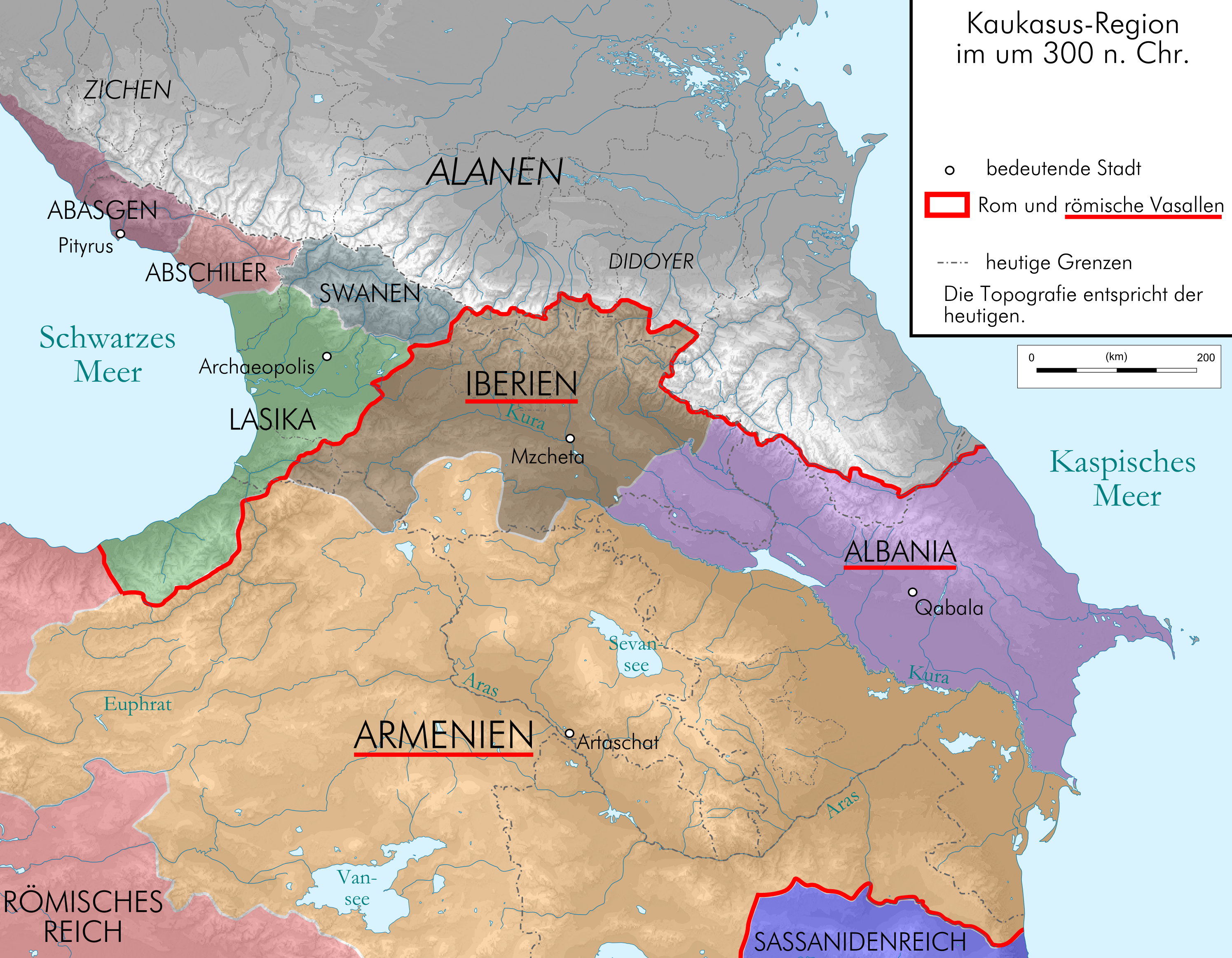
Roma e o reino satélite da Armênia por volta de 300, após a derrota de Narses

Sucedendo Vararanes III (que governou brevemente em 293), Narses I embarcou em outra guerra com os romanos. Depois de um sucesso inicial contra o imperador Galério perto de Calínico, no Eufrates, em 296, ele acabou sendo derrotado por eles. Galério havia sido reforçado, provavelmente na primavera de 298, por um novo contingente coletado nas propriedades do Danúbio do império. Narses não avançou da Armênia e da Mesopotâmia, deixando Galério para liderar a ofensiva em 298 com um ataque ao norte da Mesopotâmia via Armênia. Narses retirou-se para a Armênia para lutar contra a força de Galério, para a desvantagem do primeiro: o terreno acidentado da Armênia era favorável à infantaria romana, mas não à cavalaria sassânida. A ajuda local deu a Galério a vantagem de surpresa sobre as forças persas, e, em duas batalhas sucessivas, Galério garantiu vitórias sobre Narses.

### Primeira era dourada

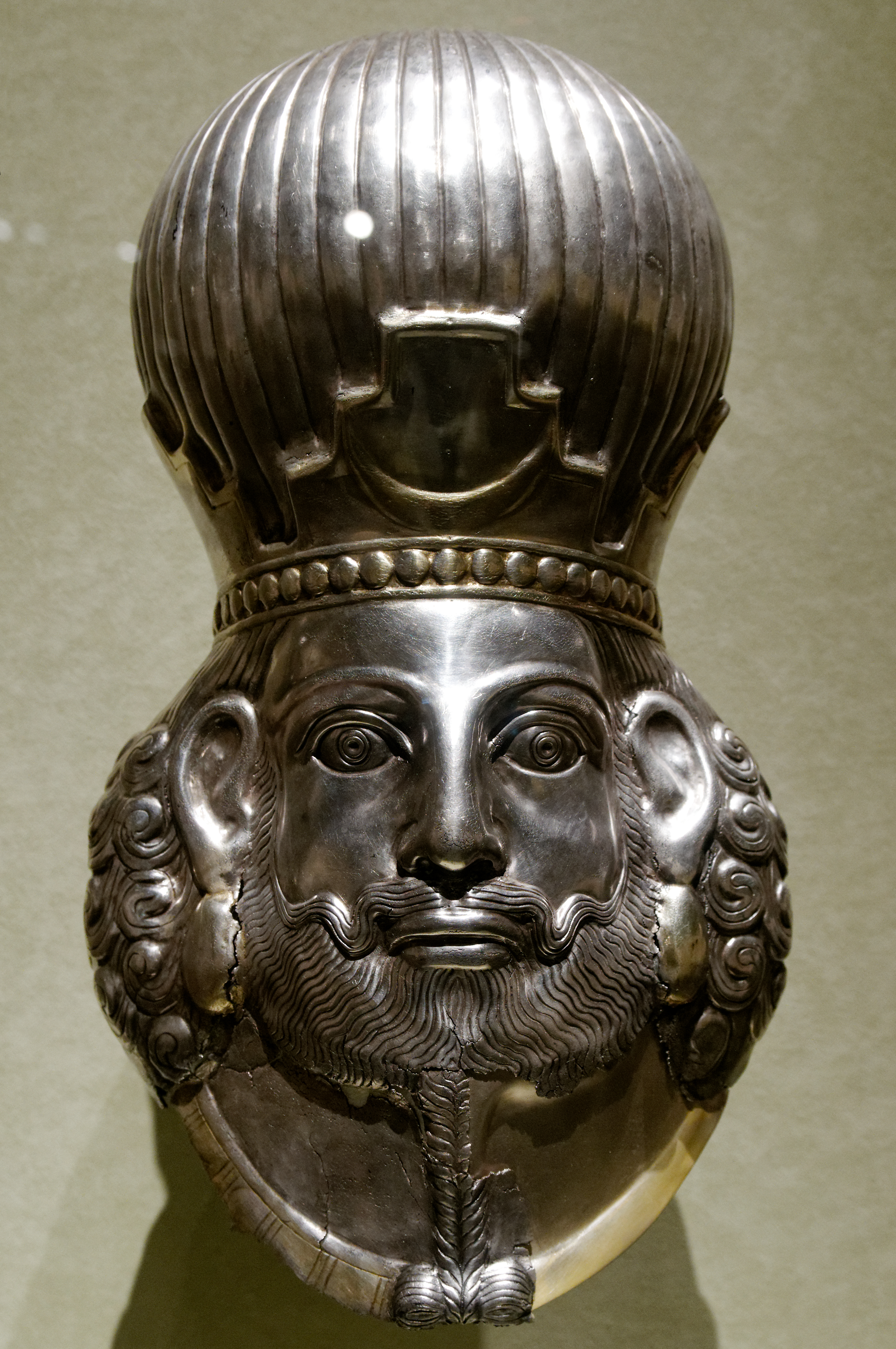
Busto de Sapor II

Após a morte de Hormisda II, os árabes do norte começaram a devastar e saquear as cidades ocidentais do império, chegando a atacar a província de Pérsis, local de nascimento dos reis sassânidas. Enquanto isso, nobres persas mataram o filho mais velho de Hormisda II, cegaram o segundo e aprisionaram o terceiro (que mais tarde escapou para o território romano). O trono foi reservado para Sapor II, o filho não nascido de uma das esposas de Hormisda II que foi coroado no útero: a coroa foi colocada sobre o estômago de sua mãe. Durante sua juventude, o império foi controlado por sua mãe e pelos nobres. Ao atingir a maioridade, Sapor II assumiu o poder e rapidamente provou ser um governante ativo e eficaz.[carece de fontes?]
Ele primeiro liderou seu pequeno, mas disciplinado exército para o sul contra os árabes, a quem derrotou, protegendo as áreas do sul do império. Ele então começou sua primeira campanha contra os romanos no oeste, onde as forças persas ganharam uma série de batalhas, mas foram incapazes de obter ganhos territoriais devido ao fracasso dos repetidos cercos da cidade fronteiriça de Nísibis e ao sucesso romano na retomada das cidades de Singara e Amida depois de terem caído nas mãos dos persas.
Essas campanhas foram interrompidas por ataques nômades ao longo das fronteiras orientais do império, que ameaçaram a Transoxiana, uma área estrategicamente crítica para o controle da Rota da Seda. Sapor, portanto, marchou para o leste em direção à Transoxiana para encontrar os nômades do leste, deixando seus comandantes locais para montar incursões incômodas contra os romanos. Ele esmagou as tribos da Ásia Central e anexou a área como uma nova província.

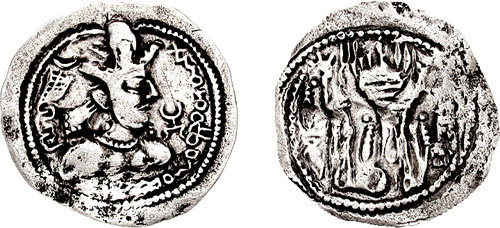
As primeiras moedas dos hunos alconos são baseadas no desenho da moeda de Sapor II, adicionando o símbolo alcono tanga e "Alcono" (αλχοννο) na escrita bactriana no anverso. Datado de 400–440

No leste, por volta de 325, Sapor II recuperou a vantagem contra o Reino Sassano-Cuchana e assumiu o controle de grandes territórios em áreas hoje conhecidas como Afeganistão e Paquistão. A vitória favoreceu a expansão cultural, e a arte sassânida penetrou na Transoxiana, chegando até à China. Sapor, junto com o rei nômade Grumbates, começou sua segunda campanha contra os romanos em 359 e logo conseguiu retomar Singara e Amida. Em resposta, o imperador romano Juliano atacou fortemente o território persa e derrotou as forças de Sapor em Ctesifonte. Ele não conseguiu tomar a capital, entretanto, e foi morto enquanto tentava se retirar para o território romano. Seu sucessor, Joviano, preso na margem leste do Tigre, teve de entregar todas as províncias que os persas haviam cedido a Roma em 298, bem como Nísibis e Singara, para garantir a passagem segura de seu exército para fora da Pérsia.
Por volta de 370, no entanto, no final do reinado de Sapor II, os sassânidas perderam o controle de Báctria para os invasores do norte: primeiro os quidaritas, depois os Heftalitas e finalmente os hunos alconos, que seguiriam com a invasão de Índia. Esses invasores inicialmente emitiram moedas com base em desenhos sassânidas. Várias moedas cunhadas em Bactria e baseadas em desenhos sassânidas ainda existem, muitas vezes com bustos imitando os reis sassânidas Sapor II (r. 309 a 379) e Sapor III (r. 383 a 388), adicionando o tanga alcono e o nome "Alcono" em Escrita bactriana no anverso e com atendentes a um altar de fogo no verso.
Durante o governo de Sapor II, houve um aumento da perseguição de cristãos, além de que eram cobrados deles impostos em dobro.

### Era intermediária

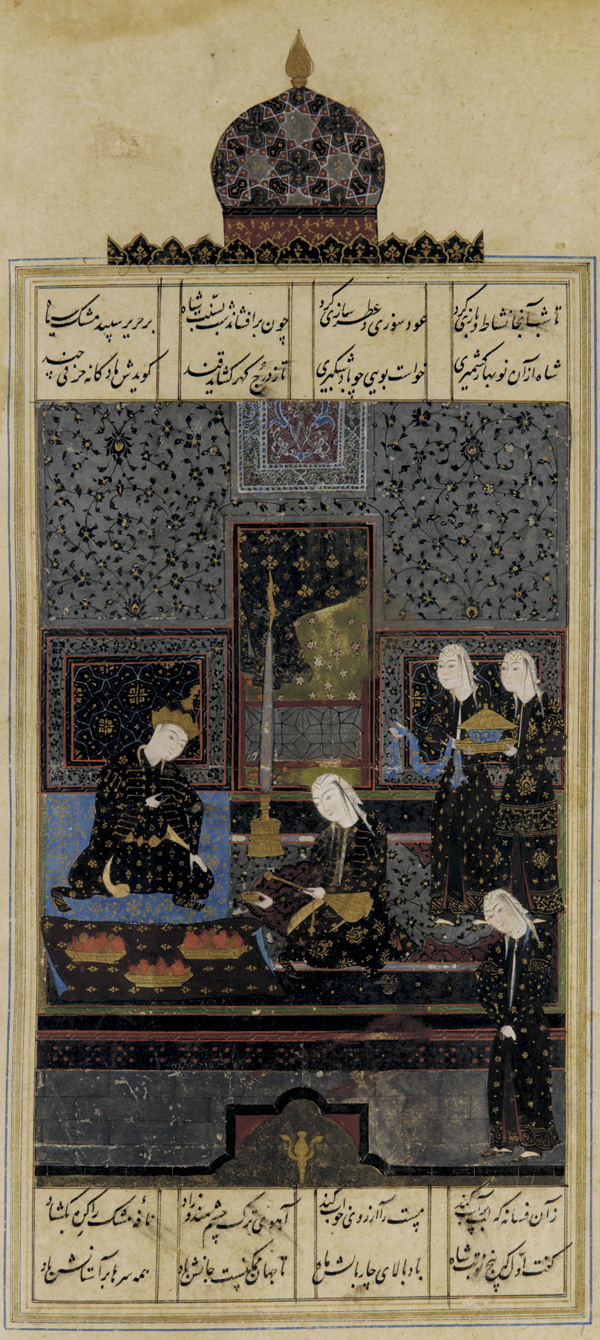
Vararanes V é um grande favorito na literatura e poesia persa. "Vararanes e a princesa indiana no pavilhão negro." Representação de um Khamsa (Quinteto) pelo grande poeta persa Nezami, era safávida de meados do século XVI

Desde a morte de Sapor II até a primeira coroação de Cavades I, houve um período amplamente pacífico com os romanos (nesta época, o Império Romano ou Bizantino Oriental) envolvidos em apenas duas breves guerras com o Império Sassânida, a primeira em 421-422 e a segunda em 440. Ao longo dessa época, a política religiosa sassânida diferia dramaticamente de xá para xá. Apesar de uma série de líderes fracos, o sistema administrativo estabelecido durante o reinado de Sapor II permaneceu forte, e o império continuou a funcionar efetivamente.
Depois que Sapor II morreu em 379, o império passou para seu meio-irmão Artaxes II (379-383; filho de Hormisda II) e seu filho Sapor III (383-388), nenhum dos quais demonstrou a habilidade de seu predecessor em governar. Artaxes, que foi criado como o "meio-irmão" do imperador, não conseguiu ocupar o lugar de seu irmão, e Sapor era muito melancólico para conseguir qualquer coisa. Vararanes IV (388-399), embora não tão inativo quanto seu pai, ainda não conseguiu realizar nada importante para o império. Durante este tempo, a Armênia foi dividida por um tratado entre os impérios romano e sassânida. Os sassânidas restabeleceram seu domínio sobre a Grande Armênia, enquanto o Império Bizantino controlava uma pequena parte da Armênia ocidental.[carece de fontes?]
O filho de Vararanes IV, Isdigerdes I (399-421), é frequentemente comparado a Constantino I. Ambos eram física e diplomaticamente poderosos, oportunistas, praticavam a tolerância religiosa e proporcionavam liberdade para o surgimento de minorias religiosas. Isdigerdes parou a perseguição contra os cristãos e puniu nobres e sacerdotes que os perseguiram. Seu reinado marcou uma era relativamente pacífica com os romanos, e ele até mesmo tomou o jovem Teodósio II (408-450) sob sua tutela. Isdigerdes também se casou com uma princesa judia, que lhe deu um filho chamado Narses.[carece de fontes?]
O sucessor de Isdigerdes I foi seu filho Vararanes V (421–438), um dos reis sassânidas mais conhecidos e o herói de muitos mitos, que persistiram mesmo após a destruição do Império Sassânida pelos árabes. Vararanes ganhou a coroa após a morte repentina (ou assassinato) de Isdigerdes, que ocorreu quando os grandes se opuseram ao rei com a ajuda de Almondir, do reino lacmida. A mãe de Vararanes foi Susanductes, filha do exilarca judeu. Em 427, ele parou uma invasão de heftalitas nômades no leste, estendendo sua influência para a Ásia Central, onde seu retrato sobreviveu por séculos nas moedas de Bucara (no Uzbequistão moderno). Vararanes depôs o rei vassalo da área controlada pelo Irã na Armênia e fez dela uma província do império.[carece de fontes?]

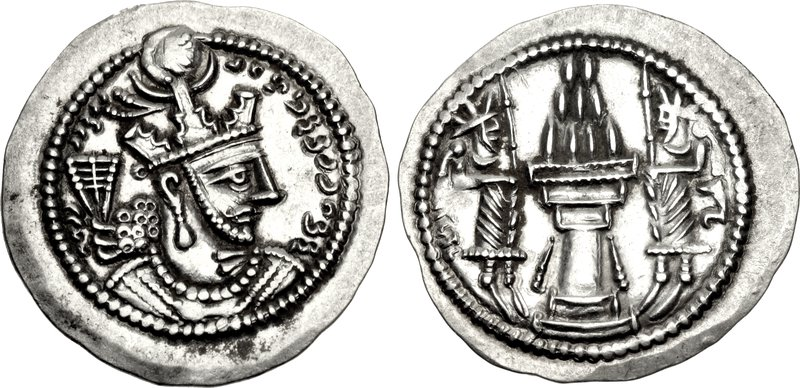
Dracma de Isdigerdes II

Há muitas histórias que falam da bravura de Vararanes V, sua beleza e suas vitórias sobre os romanos, povos turcos, índios e africanos, bem como suas façanhas na caça e sua busca pelo amor. Ele era mais conhecido como Vararanes Gor, Gor significa onagro por causa de seu amor pela caça e, em particular, por caçar onagros. Ele simbolizava um rei no auge de uma idade de ouro, personificando a prosperidade real. Ele ganhou sua coroa competindo com seu irmão e passou muito tempo lutando contra inimigos estrangeiros, mas principalmente se divertia caçando, dando festas na corte e entretendo um famoso bando de damas e cortesãos. Durante seu tempo, as melhores peças da literatura sassânida foram escritas, peças notáveis da música sassânida foram compostas e esportes como o polo tornaram-se passatempos reais.
O filho de Vararanes V, Isdigerdes II (438–457) foi de certa forma um governante moderado, mas, em contraste com Isdigerdes I, ele praticou uma política severa em relação às religiões minoritárias, particularmente o Cristianismo. No entanto, na Batalha de Avarair em 451, os súditos armênios liderados por Vardanes II Mamicônio reafirmaram o direito da Armênia de professar o Cristianismo livremente. Isso seria posteriormente assegurado pelo Tratado de Nuarsaque (484).
No início de seu reinado em 441, Isdigerdes II reuniu um exército de soldados de várias nações, incluindo seus aliados indianos, e atacou o Império Bizantino, mas a paz foi restaurada logo após alguns combates em pequena escala. Ele então reuniu suas forças em Nixapur em 443 e lançou uma campanha prolongada contra os quidaritas. Depois de uma série de batalhas, ele os esmagou e os expulsou além do rio Oxo em 450. Durante sua campanha no leste, Isdigerdes II começou a suspeitar dos cristãos no exército e os expulsou do corpo governante e do exército. Ele então perseguiu os cristãos em sua terra e, em uma extensão muito menor, os judeus. A fim de restabelecer o zoroastrismo na Armênia, ele esmagou um levante de cristãos armênios na Batalha de Vartanantz em 451. Os armênios, no entanto, permaneceram principalmente cristãos. Em seus últimos anos, ele se envolveu novamente com os quidaritas até sua morte em 457. Hormisda III (r. 457–459), o filho mais novo de Isdigerdes II, então ascendeu ao trono. Durante seu curto governo, ele lutou continuamente com seu irmão mais velho, Perozes I, que tinha o apoio da nobreza, e com os heftalitas em Bactria. Ele foi morto por seu irmão Perozes em 459.[carece de fontes?]

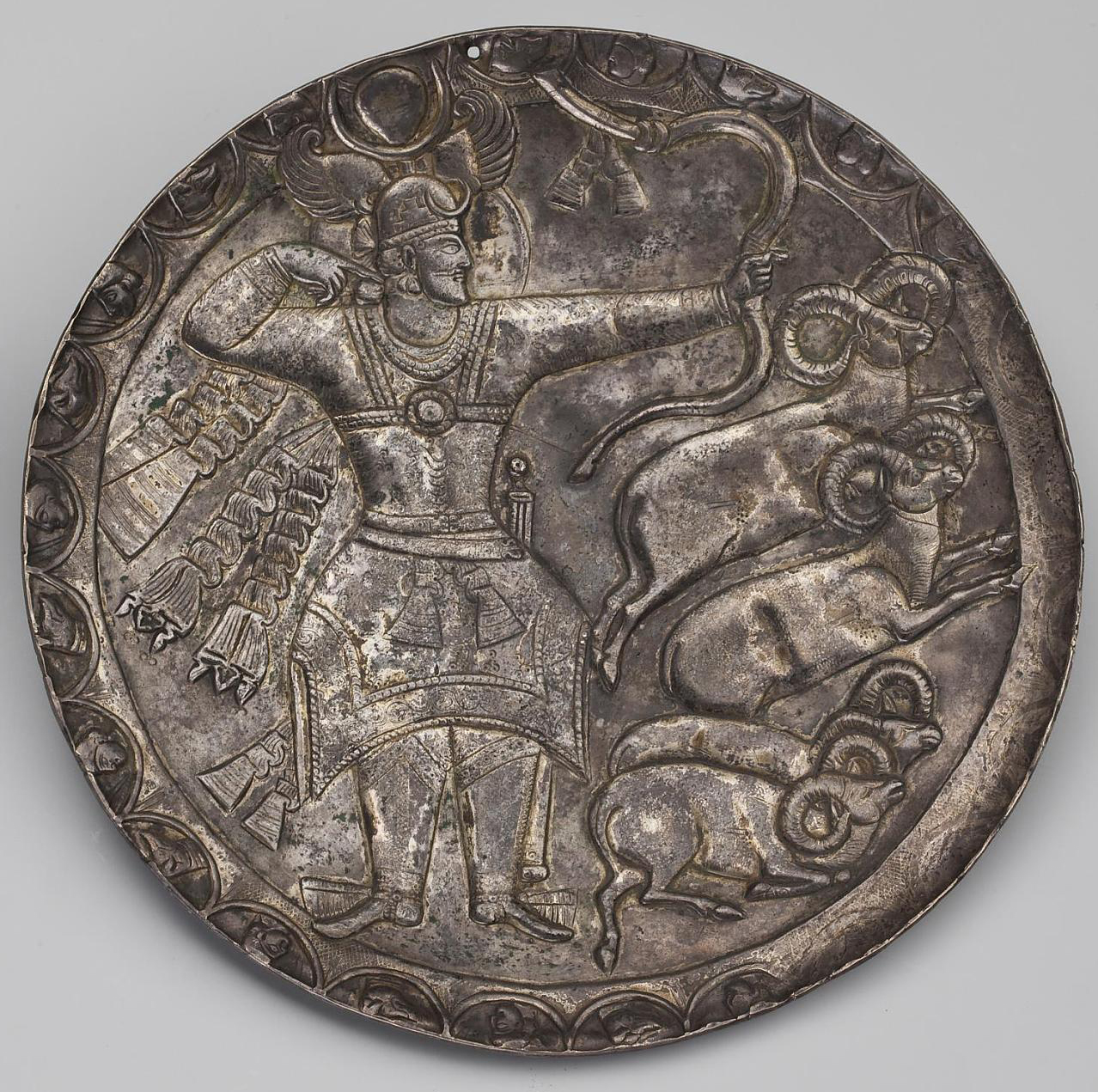
Prato de Perozes I caçando argali

No início do século V, os Heftalitas (Hunos Brancos), junto com outros grupos nômades, atacaram o Irã. No início, Vararanes V e Isdigerdes II infligiram derrotas decisivas contra eles e os expulsaram para o leste. Os hunos retornaram no final do século V e derrotaram Perozes I (457-484) em 483. Após essa vitória, os hunos invadiram e saquearam partes do leste do Irã continuamente por dois anos. Eles cobraram pesados tributos por alguns anos depois.[carece de fontes?]
Esses ataques trouxeram instabilidade e caos ao reino. Perozes tentou novamente expulsar os heftalitas, mas no caminho para Balque seu exército foi preso pelos hunos no deserto. Perozes foi derrotado e morto por um exército heftalita perto de Balque. Seu exército foi completamente destruído e seu corpo nunca foi encontrado. Quatro de seus filhos e irmãos também morreram. As principais cidades sassânidas da região oriental de Coração-Nixapur, Herate e Marve estavam agora sob o domínio dos heftalitas. Sucra, um membro da Casa Parta de Carano, uma das sete grandes casas do Irã, rapidamente levantou uma nova força e impediu os Heftalitas de alcançarem mais sucesso. O irmão de Perozes, Balas, foi eleito xá pelos magnatas iranianos, mais notavelmente Sucra e o general mirrânida Sapor Mirranes.
Balas (484-488) foi um monarca brando e generoso e mostrou cuidado com seus súditos, incluindo os cristãos. No entanto, ele provou ser impopular entre a nobreza e o clero que o depôs depois de apenas quatro anos em 488. Sucra, que desempenhou um papel fundamental na deposição de Balas, nomeou o filho de Perozes, Cavades I, como o novo xá do Irã. De acordo com Miscauai (falecido em 1030), Sucra era tio materno de Cavades. Cavades I (488–531) foi um governante enérgico e reformista. Ele deu seu apoio à seita fundada por Mazaces, filho de Bandade, que exigia que os ricos dividissem suas esposas e sua riqueza com os pobres. Ao adotar a doutrina dos masdaquitas, sua intenção evidentemente era quebrar a influência dos magnatas e da crescente aristocracia. Essas reformas o levaram a ser deposto e preso no Castelo do Esquecimento no Cuzistão, e seu irmão mais novo Zamasfes tornou-se rei em 496. Cavades, no entanto, escapou rapidamente e recebeu refúgio do rei heftalita.
Zamasfes (496–498) foi posto no trono sassânida após a deposição de Cavades I por membros da nobreza. Ele era um rei bom e gentil; ele reduziu os impostos para melhorar a condição dos camponeses e dos pobres. Ele também era um adepto da religião zoroastriana dominante, cujas diversões custaram a Cavades I seu trono e sua liberdade. O reinado de Zamasfes logo terminou, porém, quando Cavades I, à frente de um grande exército concedido a ele pelo rei Heftalita, voltou à capital do império. Zamasfes desceu de sua posição e devolveu o trono a seu irmão. Nenhuma outra menção a Zamasfes é feita após a restauração de Cavades I, mas é amplamente acreditado que ele foi tratado favoravelmente no tribunal de seu irmão.

### Segunda era dourada

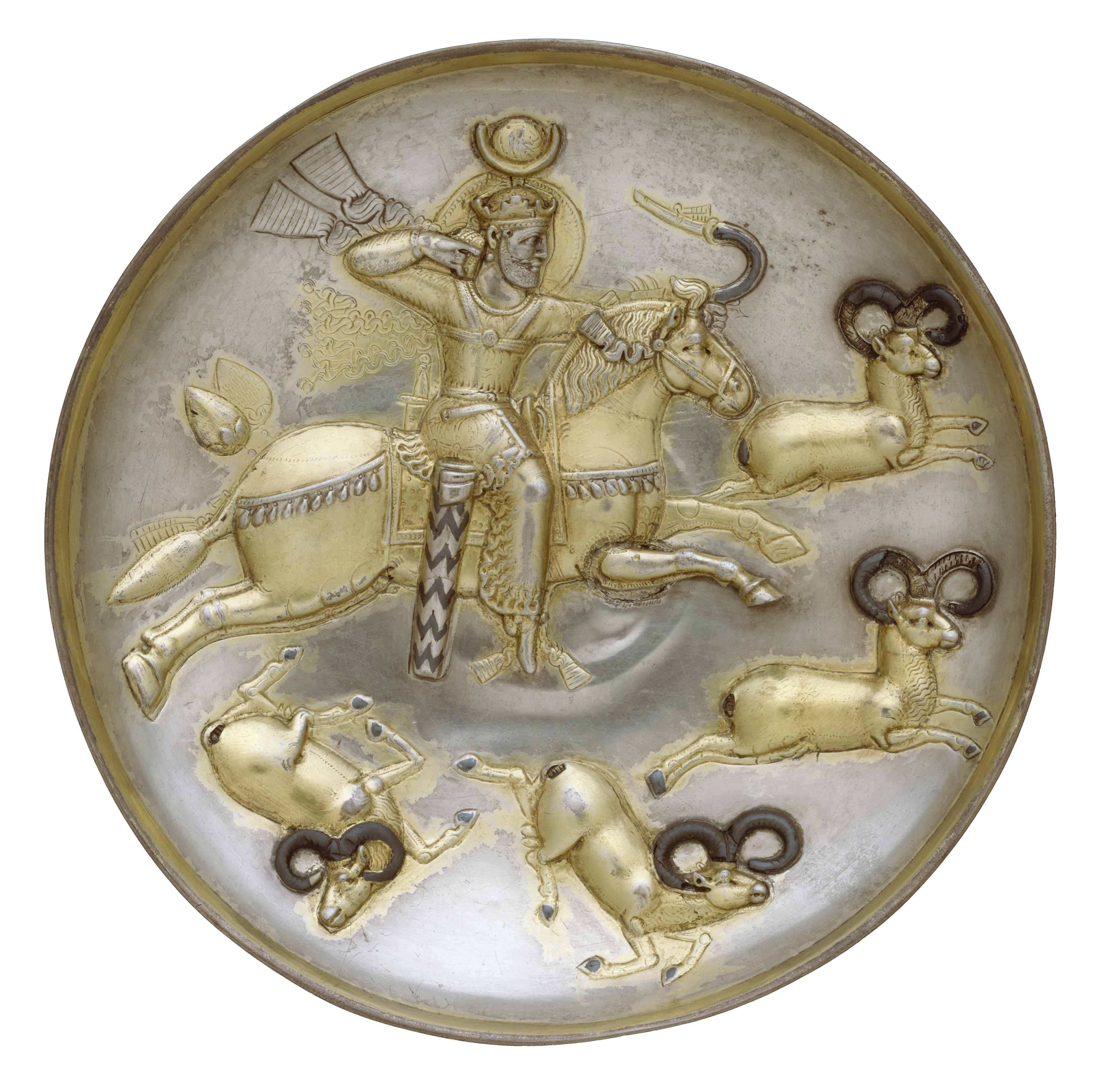
Prato de um rei sassânida caçando carneiros, talvez Cavades I

A segunda era dourada começou após o segundo reinado de Cavades I. Com o apoio dos heftalitas, Cavades lançou uma campanha contra os romanos. Em 502, ele conquistou Teodosiópolis na Armênia, mas a perdeu logo depois.[carece de fontes?] Em 503 ele conquistou Amida no rio Tigre. Em 504, uma invasão da Armênia pelos hunos ocidentais do Cáucaso levou a um armistício, ao retorno de Amida ao controle romano e a um tratado de paz em 506. Em 521/22 Cavades perdeu o controle da Lázica, cujos governantes mudaram sua aliança para o Império Romano; uma tentativa dos ibéricos em 524/525 de fazer o mesmo desencadeou uma guerra entre Roma e a Pérsia.
Em 527, uma ofensiva romana contra Nísibis foi repelida e os esforços romanos para fortificar posições perto da fronteira foram frustrados. Em 530, Cavades enviou um exército sob o comando de Perozes para atacar a importante cidade fronteiriça romana de Dara. O exército foi recebido pelo general romano Belisário e, embora superior em número, foi derrotado na Batalha de Dara. No mesmo ano, um segundo exército persa sob Mermeroes foi derrotado em Satala pelas forças romanas sob Sitas e Doroteu, mas em 531 um exército persa acompanhado por um contingente lacmida sob Alamúndaro III derrotou Belisário na Batalha de Calínico, e em 532 foi concluída a chamada Paz Eterna. Embora não tenha conseguido se livrar do jugo dos heftalitas, Cavades conseguiu restaurar a ordem no interior e lutou com sucesso geral contra os romanos orientais, fundou várias cidades, algumas das quais foram nomeadas em sua homenagem, e começou a regulamentar a tributação e administração.[carece de fontes?]

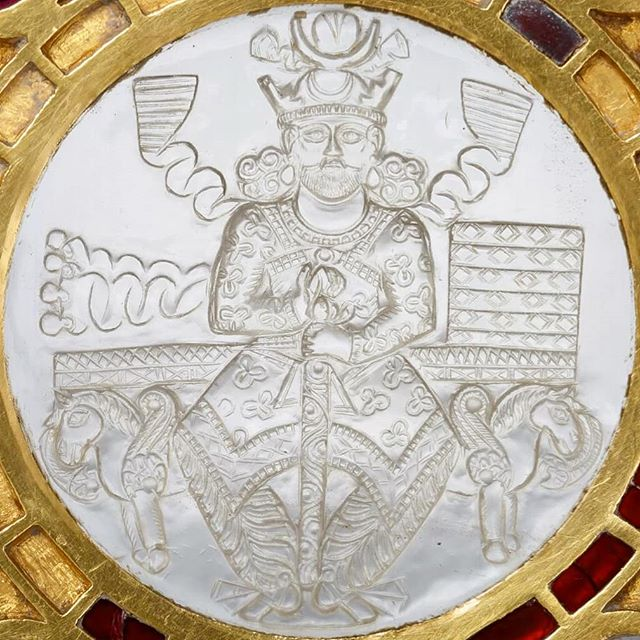
Prato representando Cosroes I

Após o reinado de Cavades I, seu filho Cosroes I, também conhecido como Anuxirvã ("com a alma imortal"; governou 531–579), ascendeu ao trono. Ele é o mais célebre dos governantes sassânidas. Cosroes I é mais famoso por suas reformas no envelhecido corpo governante dos sassânidas. Ele introduziu um sistema racional de tributação baseado em um levantamento das propriedades fundiárias, iniciado por seu pai, e tentou de todas as maneiras aumentar o bem-estar e as receitas de seu império. Os grandes senhores feudais anteriores colocaram em campo seu próprio equipamento militar, seguidores e retentores. Cosroes I desenvolveu uma nova força de degãs, ou "cavaleiros", pagos e equipados pelo governo central e pela burocracia, amarrando o exército e a burocracia mais estreitamente ao governo central do que aos senhores locais.
O imperador Justiniano I (r. 527–565) pagou a Cosroes I 440 mil moedas de ouro como parte da Paz Eterna de 532. Em 540, Cosroes quebrou o tratado e invadiu a Síria, saqueando Antioquia e extorquindo grandes somas de dinheiro de vários de outras cidades. Outros sucessos se seguiram: em 541, a Lázica desertou para o lado persa e em 542 uma grande ofensiva bizantina na Armênia foi derrotada em Anglo. Também em 541, Cosroes I entrou na Lázica a convite de seu rei, capturou a principal fortaleza bizantina em Petra e estabeleceu outro protetorado sobre o país, dando início à Guerra Lázica. Uma trégua de cinco anos acordada em 545 foi interrompida em 547 quando a Lázica mudou novamente de lado e acabou expulsando sua guarnição persa com ajuda bizantina; a guerra recomeçou, mas permaneceu confinada à Lázica, que foi mantida pelos bizantinos quando a paz foi concluída em 562.[carece de fontes?]
Em 565, Justiniano I morreu e foi sucedido por Justino II (r. 565–578), que resolveu interromper os subsídios aos chefes árabes para impedi-los de invadir o território bizantino na Síria. Um ano antes, o governador sassânida da Armênia (marzobã) Surena construiu um templo do fogo em Dúbio, perto da moderna Erevã, e condenou à morte um membro influente da família Mamicônio, Manuel II, desencadeando uma revolta que levou ao massacre do governador persa e sua guarda em 571, enquanto a rebelião também eclodiu na Península Ibérica. Justino II aproveitou a revolta armênia para interromper seus pagamentos anuais a Cosroes I pela defesa dos passes do Cáucaso.
O reinado de Cosroes I testemunhou a ascensão dos degãs (literalmente, senhores das aldeias), a pequena nobreza latifundiária que foi a espinha dorsal da posterior administração provincial dos sassânidas e do sistema de cobrança de impostos. Cosroes I foi um grande construtor, embelezando sua capital e fundando novas cidades com a construção de novos edifícios. Ele reconstruiu os canais e reabasteceu as fazendas destruídas nas guerras. Ele construiu fortes fortificações nas passagens e colocou tribos súditos em cidades cuidadosamente escolhidas nas fronteiras para agirem como guardiões contra invasores. Ele era tolerante com todas as religiões, embora decretasse que o zoroastrismo deveria ser a religião oficial do estado, e não ficou indevidamente perturbado quando um de seus filhos se tornou cristão.[carece de fontes?]

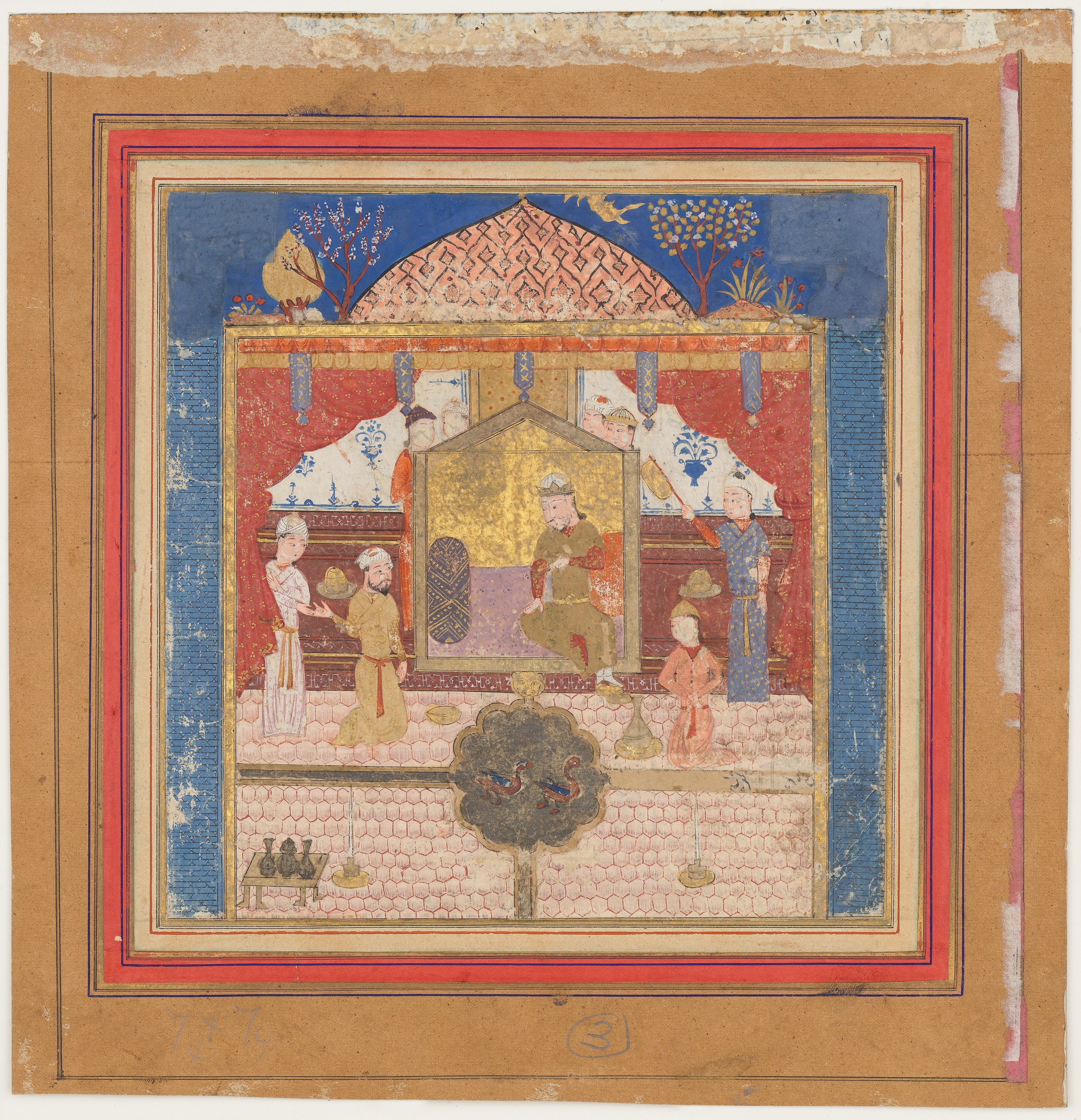
Ilustração do Xanamé do século XV de Hormisda IV sentado em seu trono

Depois de Cosroes I, Hormisda IV (579–590) assumiu o trono. A guerra com os bizantinos continuou a grassar de forma intensa, mas inconclusiva, até que o general Vararanes Chobim, demitido e humilhado por Hormisda, se revoltou em 589. No ano seguinte, Hormisda foi derrubado por um golpe palaciano e seu filho Cosroes II (590-628) colocado no trono. No entanto, essa mudança de governante não conseguiu aplacar Vararanes, que derrotou Cosroes, forçando-o a fugir para o território bizantino, e tomou o trono para si como Vararanes VI. Cosroes pediu ao imperador bizantino Maurício (582–602) ajuda contra Vararanes, oferecendo-se para ceder o Cáucaso Ocidental aos bizantinos. Para cimentar a aliança, Cosroes também se casou com a filha de Maurício, Miriam. Sob o comando de Cosroes e dos generais bizantinos Narses e João Mistacão, o novo exército combinado bizantino-persa levantou uma rebelião contra Vararanes, derrotando-o na Batalha do Blaratão em 591. Quando Cosroes foi posteriormente restaurado ao poder, ele manteve sua promessa, entregando sobre o controle da Armênia ocidental e da Ibéria caucasiana.[carece de fontes?]

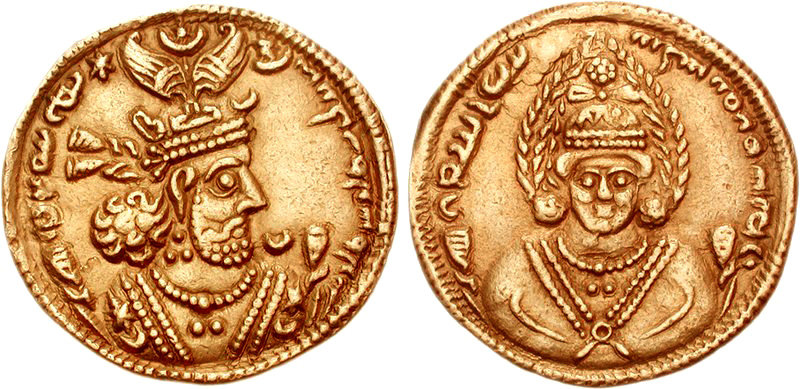
Dinar de Cosroes II

O novo acordo de paz permitiu que os dois impérios se concentrassem em questões militares em outros lugares: Cosroes se concentrou na fronteira oriental do Império Sassânida, enquanto Maurício restaurou o controle bizantino dos Bálcãs. Por volta de 600, os haftalitas estavam invadindo o Império Sassânida até Ispaã, no centro do Irã. Os heftalitas emitiram várias moedas imitando a cunhagem de Cosroes II. Em c. 606/7, Cosroes chamou Simbácio IV Bagratúnio da Armênia persa e o enviou ao Irã para repelir os heftalitas. Simbácio, com a ajuda de um príncipe persa chamado Datoiano, repeliu os heftalitas da Pérsia e saqueou seus domínios no leste de Coração, onde Simbácio teria matado seu rei em um único combate.
Depois que Maurício foi derrubado e morto por Focas (602-610) em 602, no entanto, Cosroes II usou o assassinato de seu benfeitor como pretexto para iniciar uma nova invasão, que se beneficiou da continuação da guerra civil no Império Bizantino e encontrou pouca resistência efetiva. Os generais de Cosroes sistematicamente subjugaram as cidades fronteiriças fortemente fortificadas da Mesopotâmia bizantina e da Armênia, lançando as bases para uma expansão sem precedentes. Os persas invadiram a Síria e capturaram Antioquia em 611.[carece de fontes?]
Em 613, fora de Antioquia, os generais persas Sarbaro e Saíno derrotaram decisivamente um grande contra-ataque liderado pessoalmente pelo imperador bizantino Heráclio. Depois disso, o avanço persa continuou sem controle. Jerusalém caiu em 614, Alexandria em 619 e o resto do Egito em 621. O sonho sassânida de restaurar as fronteiras aquemênidas estava quase completo, enquanto o Império Bizantino estava à beira do colapso. Esse notável pico de expansão foi acompanhado pelo florescimento da arte, música e arquitetura persas.[carece de fontes?]

### Declínio e queda
Embora tenha sido bem-sucedida em seu primeiro estágio (de 602 a 622), a campanha de Cosroes II exauriu o exército e o tesouro persas. Na tentativa para restaurar o tesouro nacional, Cosroes acabou sobrecarregando a população com impostos. Desesperado após a queda de Alexandria aos persas, Heráclio (610-641) junto da Igreja, em uma tentativa de "salvar a cristandade", valeu-se de todos os recursos remanescentes de seu império reduzido e devastado, reorganizou o exército e realizou uma notável e arriscada contraofensiva. Entre 622 e 627, ele fez uma campanha contra os persas na Anatólia e no Cáucaso, com uma série de vitórias contra as forças persas, saqueando o grande templo zoroastrista de Ganzaca[carece de fontes?] e dando apoio aos cazares e o Grão-Canato Turco Ocidental.

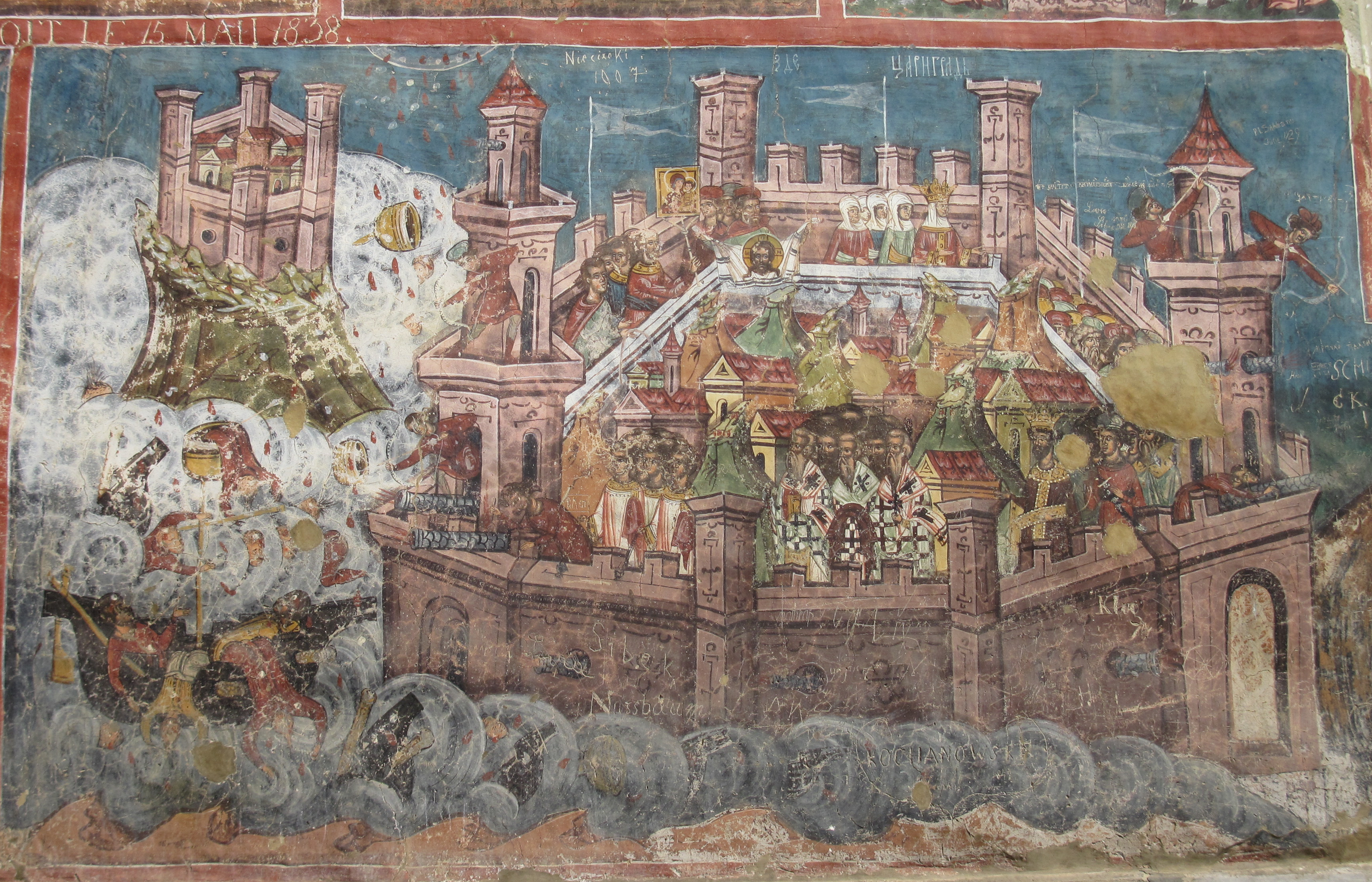
O cerco de Constantinopla de 626 pelas forças combinadas sassânidas, avar e eslavas retratadas nos murais do mosteiro de Moldovița, Romênia

Em resposta, Cosroes, em coordenação com as forças avar e eslavas, lançou um cerco à capital bizantina de Constantinopla em 626. Os sassânidas, liderados por Sarbaro, atacaram a cidade no lado oriental do Bósforo, enquanto seus aliados avares e eslavos invadiam do lado oeste. As tentativas de transportar as forças persas através do Bósforo para ajudar seus aliados (as forças eslavas sendo de longe as mais capazes na guerra de cerco) foram bloqueadas pela frota bizantina, e o cerco terminou em fracasso. Em 627-628, Heráclio organizou uma invasão de inverno da Mesopotâmia e, apesar da partida de seus aliados cazares, derrotou um exército persa comandado por Razates na Batalha de Nínive. Ele então marchou rio abaixo, devastando o país e saqueando o palácio de Cosroes em Dastagerde. Ele foi impedido de atacar Ctesiphon pela destruição das pontes no canal de Naravã e conduziu outros ataques antes de retirar o Diala para o noroeste do Irã.

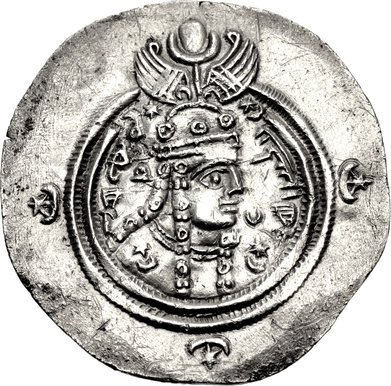
Rainha Borana, filha de Cosroes II, a primeira mulher e uma das últimas governantes no trono do Império Sassânida, ela reinou de 17 de junho de 629 a 16 de junho de 630

O impacto das vitórias de Heráclio, a devastação dos territórios mais ricos do Império Sassânida e a destruição humilhante de alvos de alto perfil, como Ganzaca e Dastagerde, minaram fatalmente o prestígio de Cosroes e seu apoio entre a aristocracia persa. No início de 628, ele foi derrubado e assassinado por seu filho Cavades II (628), que imediatamente pôs fim à guerra, concordando em se retirar de todos os territórios ocupados. Em 629, Heráclio restaurou a Verdadeira Cruz em Jerusalém em uma cerimônia majestosa. Cavades morreu em poucos meses, seguido pelo caos e pela guerra civil. Durante um período de quatro anos e cinco reis sucessivos, o Império Sassânida enfraqueceu consideravelmente. O poder da autoridade central passou para as mãos dos generais. Levaria vários anos para um rei forte emergir de uma série de golpes, e os sassânidas nunca tiveram tempo de se recuperar totalmente.

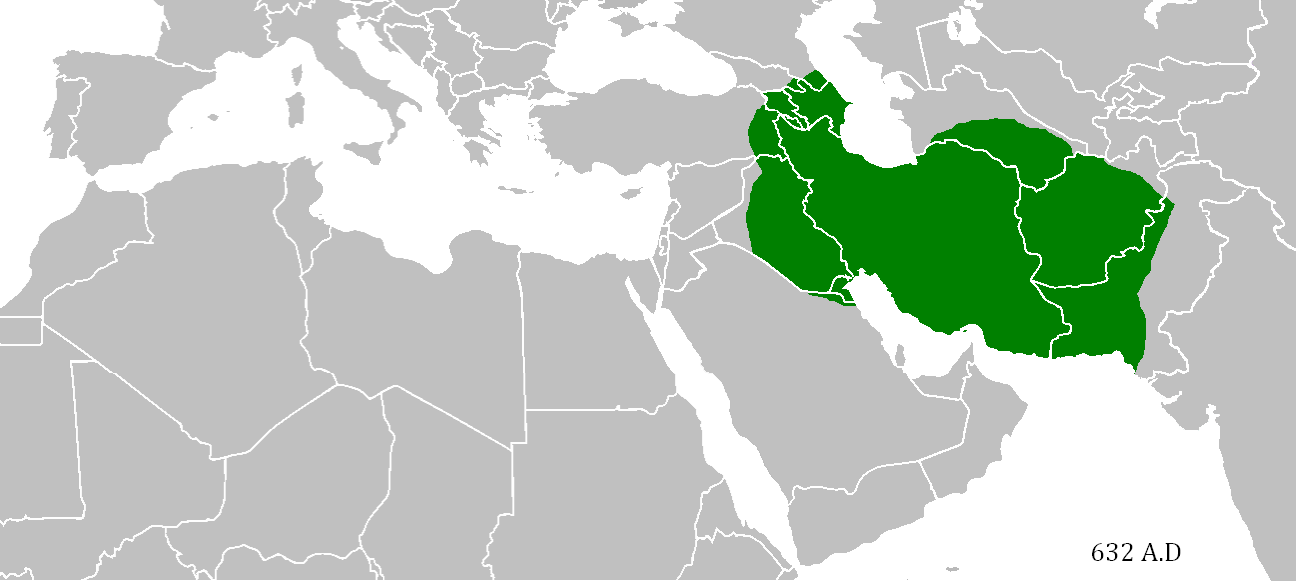
O império sassânida antes das conquistas islâmicas

No início de 632, um neto de Cosroes I, que vivia escondido em Estacar, Isdigerdes III, subiu ao trono. No mesmo ano, os primeiros invasores das tribos árabes, recém-unidas pelo Islã, chegaram ao território persa. De acordo com Howard-Johnston, anos de guerra haviam exaurido tanto os bizantinos quanto os persas. Os sassânidas foram ainda mais enfraquecidos pelo declínio econômico, tributação pesada, agitação religiosa, estratificação social rígida, o poder crescente dos proprietários de terras provinciais e uma rápida troca de governantes, facilitando a conquista islâmica da Pérsia.

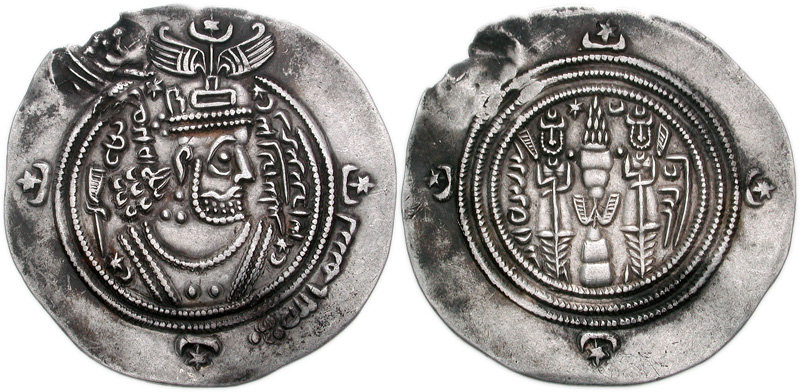
Dracma do Califado Omíada imitando Cosroes II. Dracma da época de. Casa da moeda BCRA (Baçorá); "Ubaide Alá ibne Ziade, governador". Datado de 675. Busto de estilo sassânida imitando Cosroes II à direita; bismillah e três pelotas na margem; criatura alada direita/altar de fogo com fitas e atendentes; estrela e crescente flanqueando chamas; data à esquerda, nome da moeda à direita

Os sassânidas nunca montaram uma resistência verdadeiramente eficaz à pressão aplicada pelos exércitos árabes iniciais. Isdigerdes era um menino à mercê de seus conselheiros e incapaz de unir um vasto país que se desintegrava em pequenos reinos feudais, apesar do fato de que os bizantinos, sob pressão semelhante dos árabes recém-expansivos, não eram mais uma ameaça. O comandante do califa Abacar, Calide ibne Ualide, que já foi um dos companheiros de armas escolhidos por Maomé e líder do exército árabe, moveu-se para capturar o Iraque em uma série de batalhas relâmpago. Redistribuído para a frente síria contra os bizantinos em junho de 634, o sucessor de Calide no Iraque falhou com ele, e os muçulmanos foram derrotados na Batalha da Ponte em 634. No entanto, a ameaça árabe não parou por aí e ressurgiu em breve por meio dos disciplinados exércitos de Calide ibne Ualide.[carece de fontes?]
Ao saber da derrota em Nihawānd, Isdigerdes junto com Farruquezade e alguns dos nobres persas fugiram para o interior, para a província oriental de Coração. Isdigerdes foi assassinado por um moleiro em Merve no final de 651, enquanto alguns dos nobres se estabeleceram na Ásia Central, onde contribuíram enormemente para a difusão da cultura e da língua persa nessas regiões e para o estabelecimento da primeira dinastia islâmica iraniana nativa, a dinastia samânida, que buscava reviver as tradições sassânidas.[carece de fontes?]
A queda abrupta do Império Sassânida foi completada em um período de apenas cinco anos, e a maior parte de seu território foi absorvida pelo califado islâmico; no entanto, muitas cidades iranianas resistiram e lutaram contra os invasores várias vezes. Os califados islâmicos suprimiram repetidamente revoltas em cidades como Rei, Ispaã e Hamadã. A população local estava inicialmente sob pouca pressão para se converter ao Islã, permanecendo como súditos dhimmi do estado muçulmano e pagando uma jizia. Além disso, o antigo "imposto de terra" sassânida (conhecido em árabe como caraje) também foi adotado. Diz-se que o califa Omar ocasionalmente criava uma comissão para fiscalizar os impostos, para julgar se eram mais do que a terra podia suportar.

## Religião

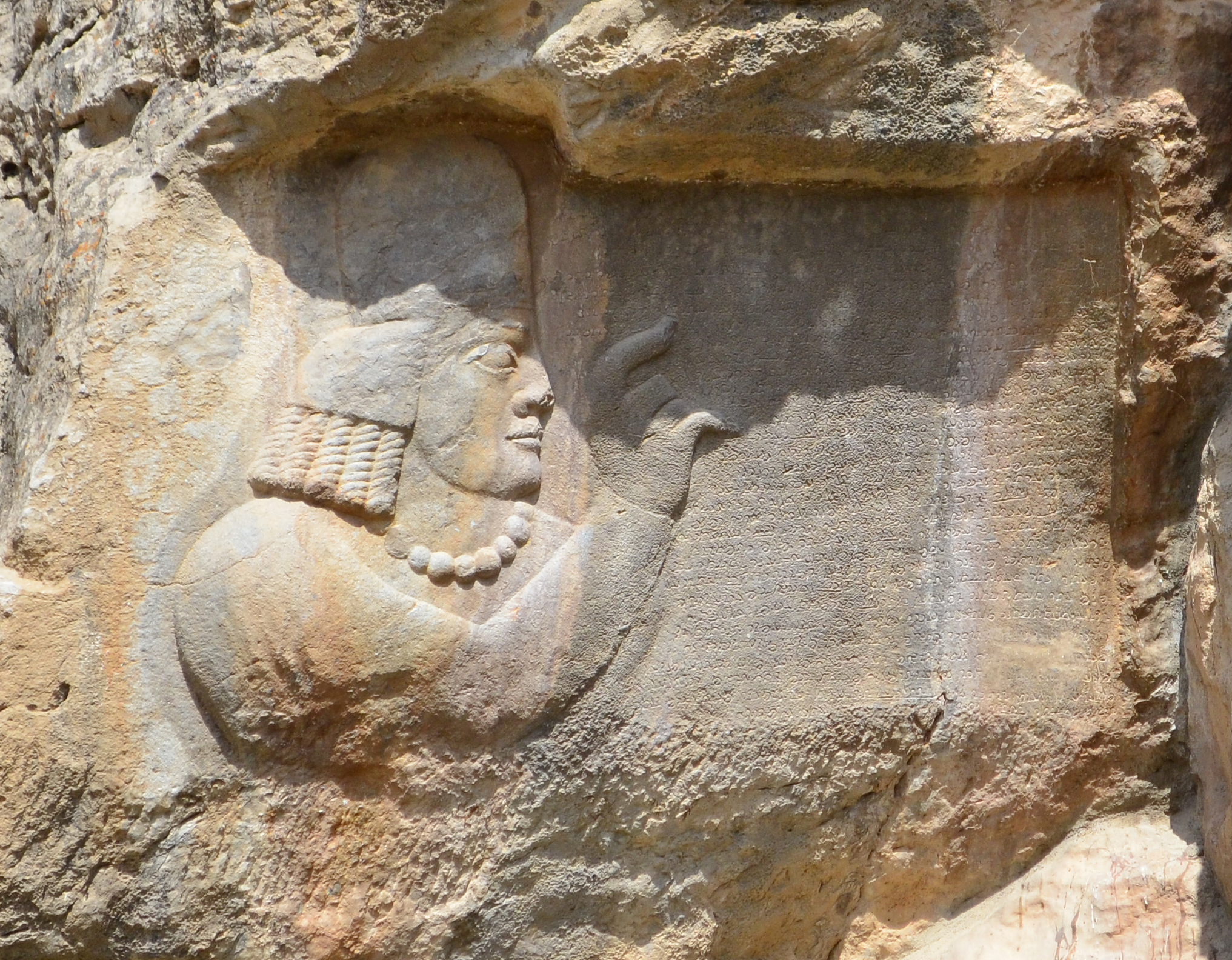
Inscrição de Cartir em Naqsh-e Rajab. Nela, relata várias de suas realizações religiosas

No Império Arsácida, os xás foram muito tolerantes com as diferentes comunidade religiosas que habitavam seus domínios, do mesmo modo que não havia uma religião de Estado na Pérsia. Sob Sapor I (r. 240–270), o segundo xá do Império Sassânida, ainda não havia uma preocupação em formalizar uma doutrina como a religião do Estado, e mesmo embora Sapor favorecesse o zoroastrismo também foi tolerante com as minorias religiosas que coabitaram na Pérsia (cristãos, judeus e maniqueístas). Seus sucessores imediatos Hormisda I (r. 270–271), Vararanes I (r. 271–274) e Vararanes II (r. 274–293) permitiram que os sacerdotes zoroastristas espalhassem os ensinamentos de sua religião e suprimissem as comunidades não zoroastristas. Com o aumentar da influência dos alto sacerdotes zoroastristas sobre a dinastia sassânida, a intolerância religiosa se intensificou. O alto sacerdote Cartir, que esteve ativo no século III, intensificou a supressão das comunidades cristã, judaica, hindu e budista e por sua influência o profeta Maniqueu foi interrogado e preso e os maniqueístas foram censurados e forçados ao exílio.

## Governo
Os sassânidas estabeleceram um império aproximadamente dentro das fronteiras do Império Parta, com a capital em Ctesifonte, na província de Assuristão. Ao administrar este império, os governantes sassânidas ganhavam o título de xainxá (rei de reis), tornando-se os senhores centrais e também assumiram a tutela do fogo sagrado, o símbolo da religião nacional. Este símbolo é explícito nas moedas sassânidas onde o monarca reinante, com sua coroa e outras regalias do seu ofício, aparece no verso da moeda, apoiado pelo fogo sagrado, o símbolo da religião nacional. As rainhas sassânidas tinham o título de Banbishnan banbishn (rainha de rainhas).
Em uma escala menor, o território também poderia ser governado por vários governantes mesquinhos de uma família nobre, conhecida como xardar, supervisionada diretamente pelo xainxá. Os distritos das províncias eram governados por um xarabe e um mobede (sacerdote principal). A função do mobede era lidar com propriedades e outras coisas relacionadas a questões jurídicas. O governo sassânida foi caracterizado por considerável centralização, planejamento urbano ambicioso, desenvolvimento agrícola e melhorias tecnológicas. Abaixo do rei, uma burocracia poderosa executava grande parte dos negócios do governo; o chefe da burocracia era o grão-framadar (vizir ou primeiro-ministro). Dentro dessa burocracia, o sacerdócio zoroastriano era imensamente poderoso. O chefe da classe sacerdotal dos magos, o grão-mobede (mowbedan mowbed), junto com o comandante-chefe, o aspabedes, o chefe dos comerciantes e do sindicato de mercadores Ho Tokhshan Bod e o ministro da agricultura (wastaryoshan-salar), que também era o chefe dos agricultores, foram, abaixo do imperador, os homens mais poderosos do estado sassânida.
Os governantes sassânidas sempre levaram em consideração os conselhos de seus ministros. Um historiador muçulmano, Almaçudi, elogiou a "excelente administração dos reis sassânidas, sua política bem ordenada, seu cuidado com seus súditos e a prosperidade de seus domínios". Em tempos normais, o cargo monárquico era hereditário, mas podia ser transferido pelo rei para um filho mais novo; em dois casos, o poder supremo foi detido por rainhas. Quando nenhum herdeiro direto estava disponível, os nobres e prelados escolhiam um governante, mas sua escolha era restrita aos membros da família real.
A nobreza sassânida era uma mistura de antigos clãs partas, famílias aristocráticas persas e famílias nobres de territórios submetidos. Muitas novas famílias nobres surgiram após a dissolução da dinastia parta, enquanto vários dos outrora dominantes [sete clãs partas]] continuaram tendo grande importância. Na corte de Artaxes I, as antigas famílias arsácidas da casa de Carano e da casa de Surena, junto com várias outras famílias, os Varazes e os Andigãs, ocuparam cargos de grande honra. Ao lado dessas famílias nobres iranianas e não iranianas, os reis de Marve, Abarxar, Carmânia, Sacastão, Ibéria e Adiabena, que são mencionados como ocupando cargos de honra entre os nobres, compareceram à corte do xainxá. Na verdade, os extensos domínios dos Surenas, Caranos e Varazes, tornaram-se parte do estado sassânida original como estados semi-independentes. Assim, as famílias nobres que compareceram à corte do império sassânida continuaram a governar linhas por direito próprio, embora subordinadas ao xainxá.[carece de fontes?]
Culturalmente, os sassânidas implementaram um sistema de estratificação social. Este sistema foi apoiado pelo zoroastrismo, que foi estabelecido como a religião oficial. Outras religiões parecem ter sido amplamente toleradas, embora essa afirmação tenha sido debatida. Os imperadores sassânidas procuraram conscientemente ressuscitar as tradições persas e obliterar a influência cultural grega.

### Sistema de justiça
As cortes de justiça sassânida estavam presentes por todo o império em diversos níveis. Processos judiciais eram julgados por cortes regionais por meio do processo legal, ou pela jurisdição do mobede, contudo o último apenas excepcionalmente. Os litigantes escolhiam dois advogados e duas ou três testemunhas.

### Exército sassânida

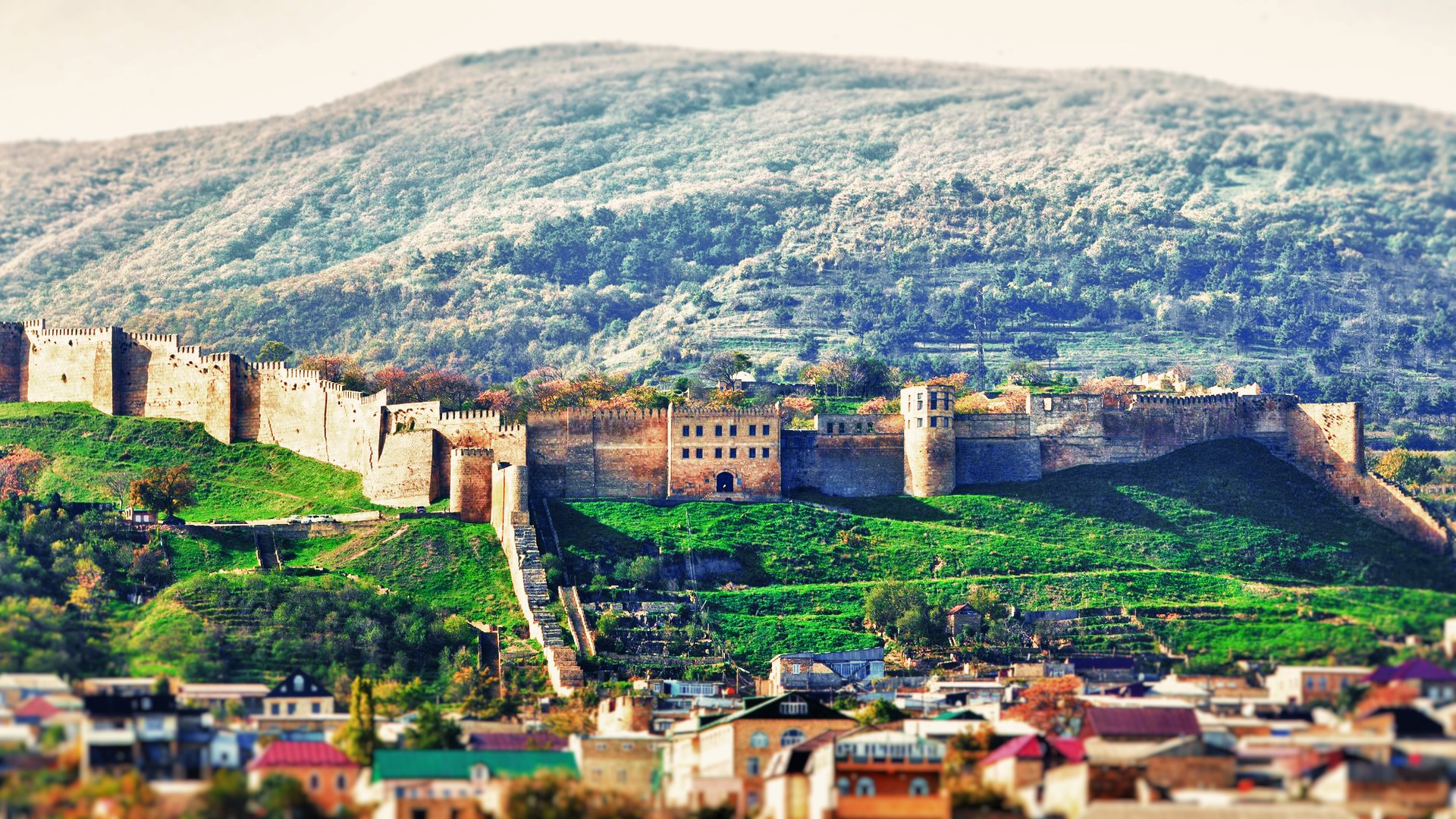
As muralhas de Derbente, parte das linhas de defesa sassânidas

O exército ativo do Império Sassânida se originou durante o reinado de Artaxes I, o primeiro xainxá do império. Artaxes restaurou as organizações militares aquemênidas, manteve o modelo de cavalaria parta e empregou novos tipos de armadura e técnicas de cerco.

#### Papel dos sacerdotes
A relação entre sacerdotes e guerreiros era importante, porque o conceito de Eranxar (Ērānshahr) havia sido revivido pelos sacerdotes. Sem esse relacionamento, o Império Sassânida não teria sobrevivido em seus estágios iniciais. Devido a essa relação entre os guerreiros e os sacerdotes, religião e estado eram considerados inseparáveis no zoroastrismo. No entanto, é essa mesma relação que causou o enfraquecimento do Império, quando cada grupo tentava impor seu poder ao outro. Desentendimentos entre os sacerdotes e os guerreiros levaram à fragmentação dentro do império, o que levou à sua queda.

#### Infantaria

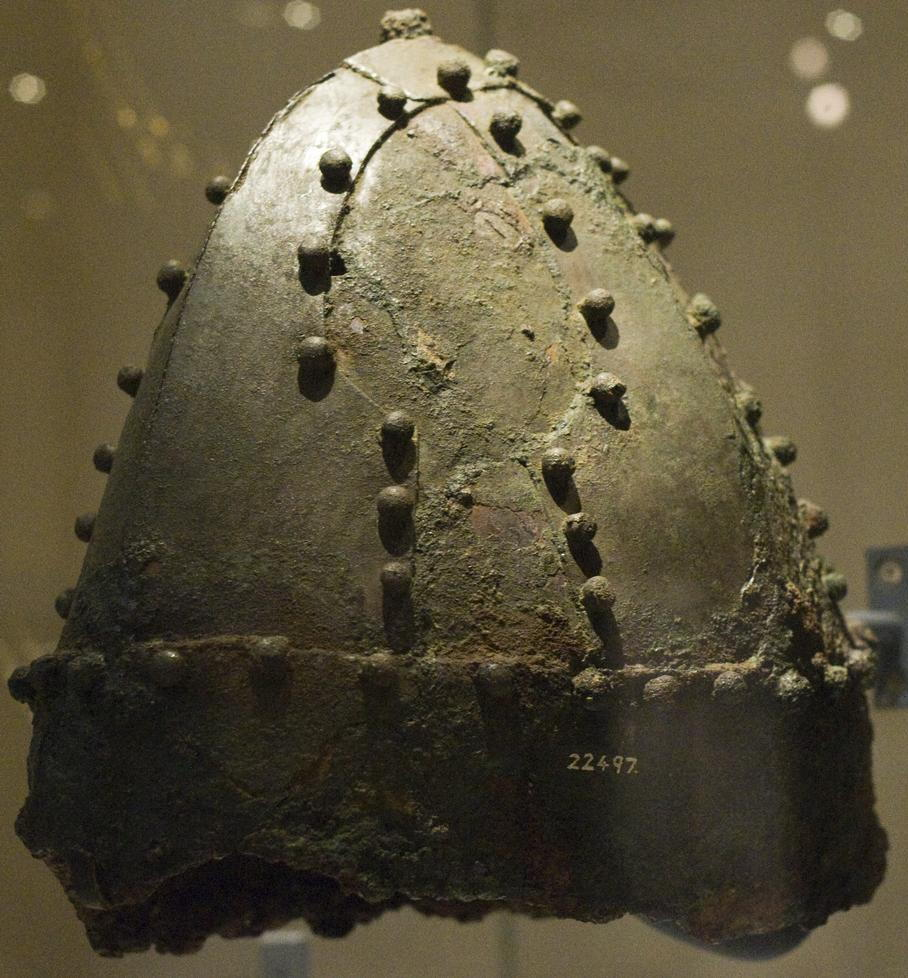
Capacete sassânida

Os paigãs formavam a maior parte da infantaria sassânida e muitas vezes eram recrutados entre a população camponesa. Cada unidade era chefiada por um oficial chamado "paigã-salar", que significava "comandante da infantaria" e sua principal tarefa era proteger o trem de bagagem, servir como pajem para os asvarã (um posto superior), atacar fortificações de muralhas, empreender projetos de entrincheiramento e escavar minas.
Os que serviam na infantaria foram equipados com escudos e lanças. Para aumentar o tamanho de seu exército, os sassânidas adicionaram soldados fornecidos pelos medos e dailamitas aos seus. Os medos forneceram ao exército sassânida lançadores de dardos de alta qualidade, fundeiros e infantaria pesada. A infantaria iraniana é descrita por Ammianus Marcellinus como "armada como gladiadores" e "obedece ordens como tantos garotos de cavalo". O povo dailamita também servia como infantaria e eram iranianos que viviam principalmente dentro do Guilão, no Azerbaijão iraniano e no Mazandarão. Eles são relatados como tendo lutado com armas como adagas, espadas e dardos e considerados como reconhecidos pelos romanos por suas habilidades e resistência no combate corpo-a-corpo. Um relato dos dailamitas relatou sua participação em uma invasão do Iêmen, onde 800 deles foram liderados pelo oficial dailamita Uarizes. Uarizes acabaria por derrotar as forças árabes no Iêmen e sua capital Saná tornando-o um vassalo sassânida até a invasão da Pérsia pelos árabes.

#### Marinha
A marinha sassânida foi uma importante parte do exército sassânida desde a época em que Artaxes I conquistou o lado árabe do Golfo Pérsico. Como controlar o Golfo Pérsico era uma necessidade econômica, a marinha sassânida trabalhou para mantê-la protegida da pirataria, evitar a invasão romana e evitar que as tribos árabes se tornassem hostis. No entanto, muitos historiadores acreditam que a força naval não deveria ter sido forte, pois os homens servindo na marinha eram aqueles que estavam confinados nas prisões. O líder da marinha tinha o título de navbede.

#### Cavalaria

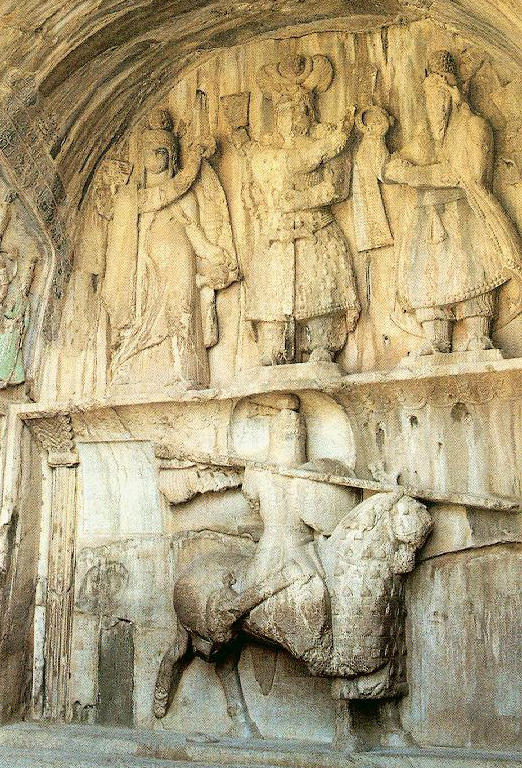
Um rei sassânida se passando por um cavaleiro com armadura, Taq-e Bostan, Irã

A cavalaria usada durante o Império sassânida eram dois tipos de unidades de cavalaria pesada: os clibanários e os Catafractários. A primeira força de cavalaria, composta por nobres de elite treinados desde a juventude para o serviço militar, era apoiada por cavalaria leve, infantaria e arqueiros. Mercenários e povos tribais do império, incluindo turcos, cuchanas, sármatas, cazares, georgianos e armênios foram incluídos nessas primeiras unidades de cavalaria. A segunda cavalaria envolveu o uso de elefantes de guerra. Na verdade, era sua especialidade implantar elefantes como apoio da cavalaria.[carece de fontes?]

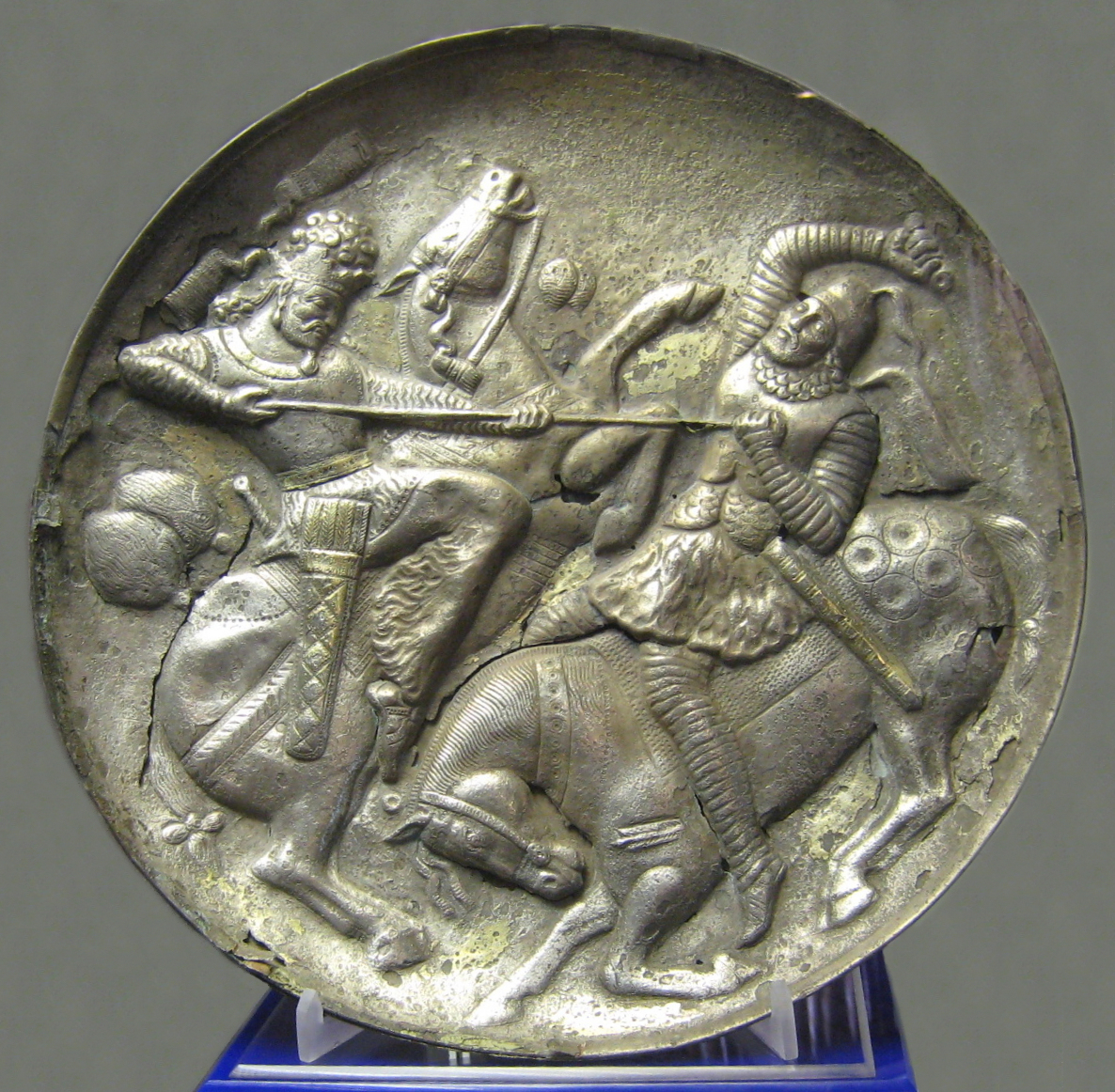
Prato de prata sassânida mostrando o combate de lança entre dois nobres

Ao contrário dos partos, os sassânidas desenvolveram mecanismos de cerco avançados. O desenvolvimento de armas de cerco foi uma arma útil durante os conflitos com Roma, nos quais o sucesso dependia da capacidade de tomar cidades e outros pontos fortificados; por outro lado, os sassânidas também desenvolveram várias técnicas para defender suas próprias cidades de ataques. O exército sassânida era muito parecido com o exército parta anterior, embora parte da cavalaria pesada do sassânida estivesse equipada com lanças, enquanto os exércitos partas estavam fortemente equipados com arcos. A descrição do historiador romano Amiano Marcelino da cavalaria clibanária de Sapor II mostra claramente o quão fortemente equipada ela estava, e como apenas uma parte estava equipada com lança:
| “ | Todas as companhias eram revestidas de ferro, e todas as partes de seus corpos cobertas com placas grossas, tão ajustadas que as juntas rígidas se conformavam com as de seus membros; e as formas dos rostos humanos eram tão habilmente ajustados às suas cabeças, que como todo o seu corpo estava coberto com metal, as flechas que caíam sobre eles podiam se alojar apenas onde eles pudessem ver um pouco através de pequenas aberturas opostas à pupila do olho, ou onde pela ponta do nariz, eles conseguiam respirar um pouco. Destes, alguns que estavam armados com lanças, ficaram tão imóveis que você pensaria que estavam presos por grampos de bronze. | ” |

Os cavaleiros da cavalaria sassânida não tinham estribo. Em vez disso, eles usaram uma sela de guerra que tinha uma patilha na parte traseira e dois grampos de proteção que se curvavam na parte superior das coxas do cavaleiro. Isso permitiu que os cavaleiros permanecessem na sela o tempo todo durante a batalha, especialmente durante encontros violentos.
Fontes iranianas afirmam que os cavaleiros sassânidas pesadamente armados levavam: capacete, cota de malha (Pahlavi griwban), peitoral, cota de malha, manopla (Pahlavi abdast), cinto, guarda-coxas (Pahlavi ran-ban), lança, espada, machado de batalha, maça, arco, aljava com 30 flechas, duas cordas extras de arco, lança e armadura de cavalo (zen-abzar); a alguns destes era adicionado um laço (kamand).
Os cavaleiros eram chamados de Azavarã, além disso, aswār, significa "cavaleiro" em persa médio.

## Relações com regimes vizinhos

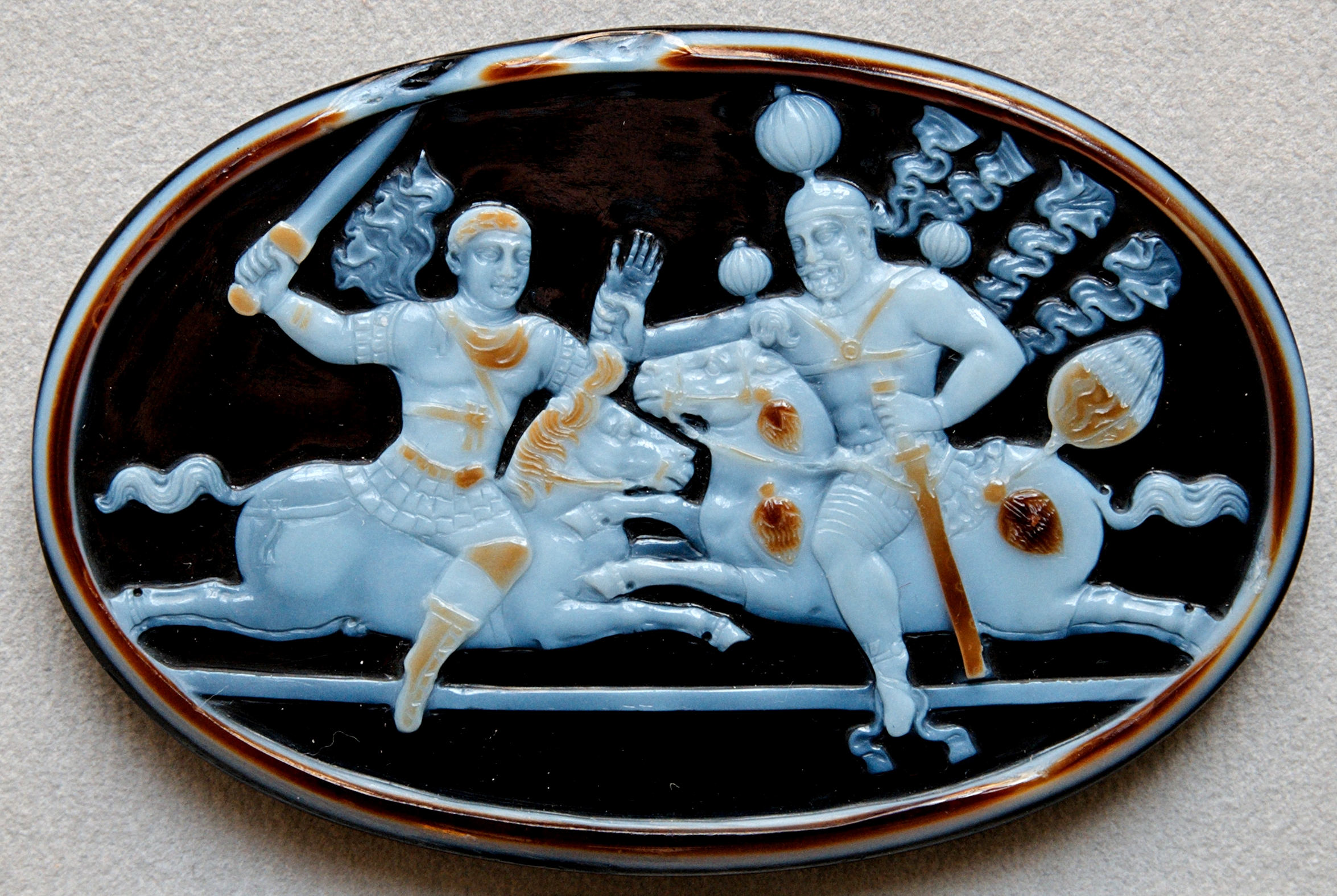
Um camafeu mostrando um combate equestre de Sapor I e o imperador romano Valeriano, no qual o imperador romano é capturado após a Batalha de Edessa, de acordo com a própria declaração de Sapor, "com nossas próprias mãos", em 260

### Guerras com os romanos e outros regimes
Os sassânidas, como os partos, estavam em constante hostilidade com o Império Romano. Os sassânidas, que sucederam aos partas, foram reconhecidos como uma das principais potências mundiais ao lado de seu rival vizinho, o Império Bizantino, ou Império Romano do Oriente, por um período de mais de 400 anos. Após a divisão do Império Romano em 395, o Império Bizantino, com sua capital em Constantinopla, continuou como o principal inimigo ocidental da Pérsia e o principal inimigo em geral. As hostilidades entre os dois impérios tornaram-se mais frequentes. Os sassânidas, semelhantes ao Império Romano, estavam em constante estado de conflito com reinos vizinhos e hordas nômades. Embora a ameaça de incursões nômades nunca pudesse ser totalmente resolvida, os sassânidas geralmente lidavam com esses assuntos com muito mais sucesso do que os romanos, devido à sua política de fazer campanhas coordenadas contra os ameaçadores nômades.
A última das muitas e frequentes guerras com os bizantinos, o clímax da Guerra bizantino-sassânida de 602–628, que incluiu o cerco da capital bizantina, Constantinopla, terminou com os dois lados rivais tendo drasticamente exaurido seus recursos humanos e materiais. Além disso, o conflito social dentro do Império o havia enfraquecido consideravelmente ainda mais. Consequentemente, eles estavam vulneráveis ao súbito surgimento do Califado Ortodoxo, cujas forças invadiram os dois impérios apenas alguns anos após a guerra. As forças muçulmanas conquistaram rapidamente todo o Império Sassânida e nas guerras bizantino-árabes privaram o Império Bizantino de seus territórios no Levante, Cáucaso, Egito e o Norte da África. Ao longo dos séculos seguintes, metade do Império Bizantino e todo o Império Sassânida ficaram sob o domínio muçulmano.[carece de fontes?]
Em geral, ao longo dos séculos, no oeste, o território sassânida fazia fronteira com o do grande e estável estado romano, mas no leste, seus vizinhos mais próximos eram o Império Cuchana e tribos nômades como os hunos brancos. A construção de fortificações como a cidadela de Tus ou a cidade de Nixapur, que mais tarde se tornou um centro de estudo e comércio, também ajudaram a defender as províncias do leste do ataque.[carece de fontes?]
No sul e no centro da Arábia, tribos árabes beduínas ocasionalmente invadiam o império sassânida. O Reino de Hira, um reino vassalo sassânida, foi estabelecido para formar uma zona-tampão entre o coração do império e as tribos beduínas. A dissolução do Reino de Hira por Cosroes II em 602 contribuiu muito para as derrotas sassânidas decisivas sofridas contra os árabes beduínos no final do século. Essas derrotas resultaram na repentina tomada do Império Sassânida por tribos beduínas sob a bandeira islâmica.[carece de fontes?]

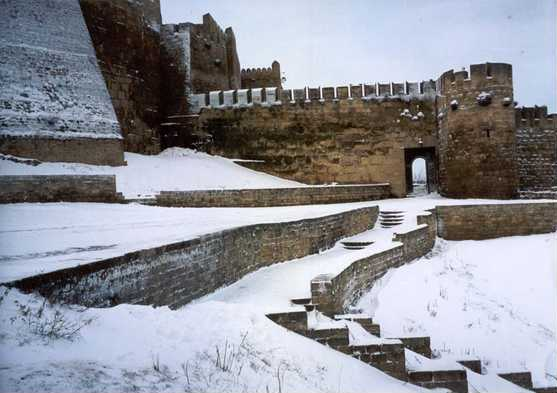
Fortaleza sassânida em Derbente, Daguestão. Agora inscrito na lista dos patrimônios mundiais da UNESCO da Rússia desde 2003

No norte, os cazares e o Grão-Canato Turco Ocidental frequentemente atacavam as províncias do norte do império. Eles saquearam a Média em 634. Pouco depois, o exército persa os derrotou e os expulsou. Os sassânidas construíram inúmeras fortificações na região do Cáucaso para deter esses ataques, dos quais talvez os mais notáveis sejam as imponentes fortificações construídas em Derbente (Daguestão, Norte do Cáucaso, agora uma parte da Rússia) que, em grande parte, permaneceram intactas até os dias de hoje.[carece de fontes?]
No lado oriental do Mar Cáspio, os sassânidas ergueram a Grande Muralha de Gurgã, uma estrutura defensiva de 200 km provavelmente destinada a proteger o império dos povos do norte, como os hunos brancos.

### Guerra com Axum

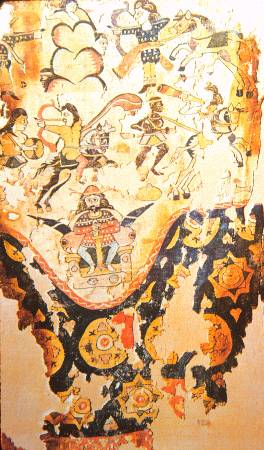
Cortina com padrão feita de tecido egípcio, era uma cópia de uma importação de seda sassânida, que por sua vez foi baseada em um afresco do rei Cosroes II lutando contra as forças etíopes de Axum no Iêmen, século V-VI

Em 522, antes do reinado de Cosroes, um grupo de monofisistas axumitas liderou um ataque aos himiaritas dominantes do sul da Arábia. O líder árabe local foi capaz de resistir ao ataque, mas apelou aos sassânidas por ajuda, enquanto os axumitas posteriormente se voltaram para os bizantinos em busca de ajuda. Os axumitas enviaram outra força através do Mar Vermelho e desta vez mataram com sucesso o líder árabe e o substituíram por um homem axumita para ser o rei da região.
Em 531, Justiniano sugeriu que os axumitas deveriam cortar o acesso dos persas ao comércio marítimo indiano com o controle do Iêmem. Os axumitas nunca atenderam a este pedido porque um general axumita chamado Abramo assumiu o controle do trono iemenita e fez dali uma nação independente. Após a morte de Abramo, um de seus filhos, Made Caribe, foi para o exílio enquanto seu meio-irmão assumia o trono. Depois de ser negado por Justiniano, Made Caribe procurou a ajuda de Cosroes, que enviou uma pequena frota e um exército sob o comandante Uarizes para depor o novo rei do Iêmen. Depois de capturar a capital Saná, o filho de Made Caribe, Ceife, foi colocado no trono.
Justiniano foi o responsável pela presença marítima sassânida no Iêmen. Pois ao não fornecer apoio aos árabes iemenitas, Cosroes foi capaz de ajudar Made Caribe e posteriormente estabelecer o Iêmen como parte do Império Sassânida.

### Relações com a China
Como seus predecessores, os partas, o Império Sassânida mantinha relações externas ativas com a China, e embaixadores da Pérsia frequentemente viajavam para a China. Documentos chineses relatam 16 embaixadas sassânidas na China de 455 a 555. Comercialmente, o comércio terrestre e marítimo com a China era importante para os impérios sassânida e chinês. Um grande número de moedas sassânidas foi encontrado no sul da China, confirmando o comércio marítimo.[carece de fontes?]

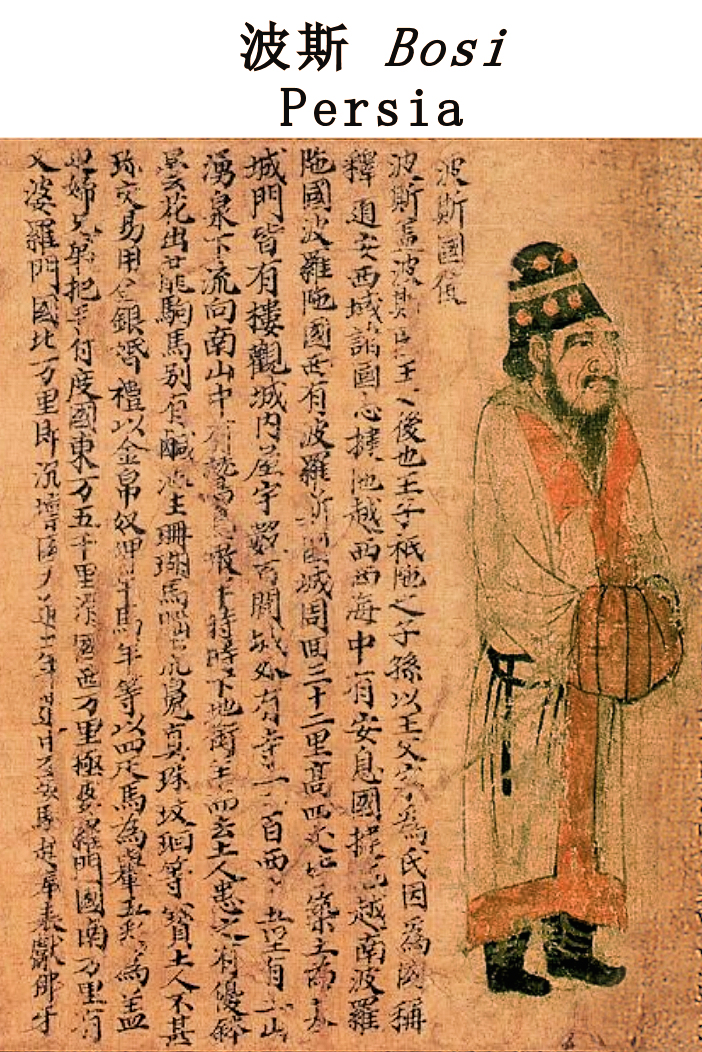
Embaixador persa na corte chinesa do imperador Yuan de Liang em sua capital, Jingzhou, em 526-539 EC, com texto explicativo. Retratos da Oferta de Periódicos de Liang, cópia da Dinastia Songue do século XI

Em diferentes ocasiões, os reis sassânidas enviaram seus músicos e dançarinos persas mais talentosos para a corte imperial chinesa em Luoyang durante as dinastias Jin e Wei do norte, e para Chang'an durante as dinastias Sui e Tang. Ambos os impérios se beneficiaram do comércio ao longo da Rota da Seda e compartilhavam um interesse comum em preservar e proteger esse comércio. Eles cooperaram na guarda das rotas comerciais através da Ásia Central e ambos construíram postos avançados nas áreas de fronteira para manter as caravanas protegidas de tribos nômades e bandidos.[carece de fontes?]
Politicamente, há evidências de vários esforços sassânidas e chineses em forjar alianças contra o inimigo comum, os heftalitas. Com a ascensão dos nômades Goturcos na Ásia Interior, também há o que parece ser uma colaboração entre a China e os sassânidas para neutralizar os avanços turcos. Os Documentos do Monte Mogh falam sobre a presença de um general chinês a serviço do rei de Sogdiana na época das invasões árabes.[carece de fontes?]
Após a invasão do Irã por árabes muçulmanos, Perozes III, filho de Isdigerdes III, escapou junto com alguns nobres persas e se refugiou na corte imperial chinesa. Perozes e seu filho Narsieh (neh-shie em chinês) receberam altos títulos na corte chinesa. Em pelo menos duas ocasiões, a última possivelmente em 670, tropas chinesas foram enviadas com Perozes para restaurá-lo ao trono de sassânida com resultados mistos, possivelmente terminando em um curto governo de Perozes no Sacastão, do qual temos alguns remanescentes numismáticos evidências. Narsieh mais tarde alcançou a posição de comandante da guarda imperial chinesa, e seus descendentes viveram na China como príncipes respeitados, refugiados sassânidas que fugiram da conquista árabe para se estabelecerem na China. O imperador da China nessa época era o imperador Gaozong de Tang.[carece de fontes?]

### Relações com a Índia

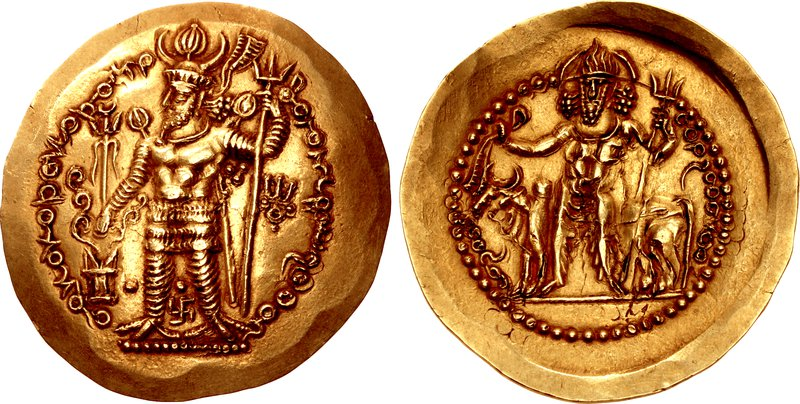
Moeda do Cuxainxá Perozes II Cuxainxá (r 303–330)

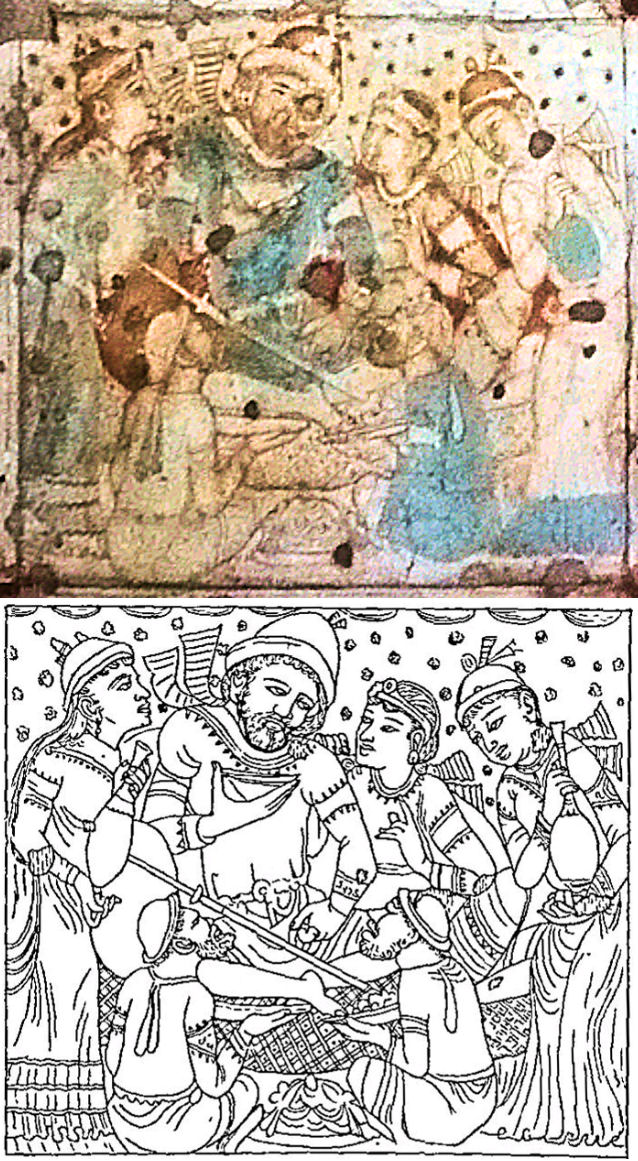
Dignitário estrangeiro bebendo vinho, no teto da Gruta 1, nas Grutas de Ajanta, possivelmente descrevendo a embaixada sassânida para o rei indiano Pulaquessim II (610–642), fotografia e desenho

Após a conquista do Irã e das regiões vizinhas, Sapor I estendeu sua autoridade ao noroeste do subcontinente indiano. Os Cuchanas anteriormente autônomos foram obrigados a aceitar sua suserania. Estes eram os Cuchanas ocidentais que controlavam o Afeganistão enquanto os Cuchanas orientais estavam ativos na Índia. Embora o Império Cuchano tenha declinado no final do século III para ser substituído pelo Império Gupta indiano no século IV, é claro que os sassânidas permaneceram relevantes no noroeste da Índia durante todo este período.[carece de fontes?]
A Pérsia e o noroeste da Índia, este último que fazia parte dos Cuchanas, se envolveram em relações culturais e políticas durante esse período, à medida que certas práticas sassânidas se espalharam pelos territórios Cuchanas. Em particular, os Cuchanas foram influenciados pela concepção sassânida de realeza, que se espalhou pelo comércio de pratas e tecidos sassânidas representando imperadores caçando ou distribuindo justiça.[carece de fontes?]
Esse intercâmbio cultural, no entanto, não espalhou as práticas religiosas sassânidas ou atitudes em relação aos Cuchanas. Os intercâmbios culturais de nível inferior também ocorreram entre a Índia e a Pérsia durante este período. Por exemplo, os persas importaram a primeira forma de xadrez, o chaturanga (persa médio: chatrang) da Índia. Em troca, os persas introduziram o gamão (Nēw-Ardašēr) na Índia.[carece de fontes?]
Durante o reinado de Cosroes I, muitos livros foram trazidos da Índia e traduzidos para o persa médio. Alguns deles mais tarde encontraram seu caminho na literatura do mundo islâmico e na literatura árabe. Um exemplo notável disso foi a tradução do Panchatantra indiano por um dos ministros de Cosroes, Burzoe. Esta tradução, conhecida como Kalīlag ud Dimnag, mais tarde entrou na literatura árabe e na Europa. Os detalhes da lendária jornada de Burzoe à Índia e sua ousada aquisição do Panchatantra estão escritos em todos os detalhes no Xanamé de Ferdusi, que diz:
| “ | Nos livros indianos, Burzoe teria lido que em uma montanha naquela terra cresce uma planta que, quando aspergida sobre os mortos, os revive. Burzoe pediu a Cosroes I permissão para viajar à Índia para obter a planta. Depois de uma busca infrutífera, ele foi conduzido a um asceta que lhe revelou o segredo da planta: a "planta" era palavra, a "montanha" aprendia e os "mortos" eram ignorantes. Ele contou a Burzoe sobre um livro, o remédio para a ignorância, chamado Kalila, que era mantido em uma câmara do tesouro. O rei da Índia deu permissão a Burzoe para ler o Kalila, desde que ele não fizesse uma cópia dele. Burzoe aceitou a condição, mas a cada dia memorizou um capítulo do livro. Quando voltasse para o quarto, gravaria o que havia memorizado naquele dia, criando uma cópia do livro, que enviaria ao Irã. No Irã, Burzemir traduziu o livro para o pálavi e, a pedido de Burzoe, nomeou o primeiro capítulo em sua homenagem. | ” |

## Sociedade

### Urbanismo e nomadismo

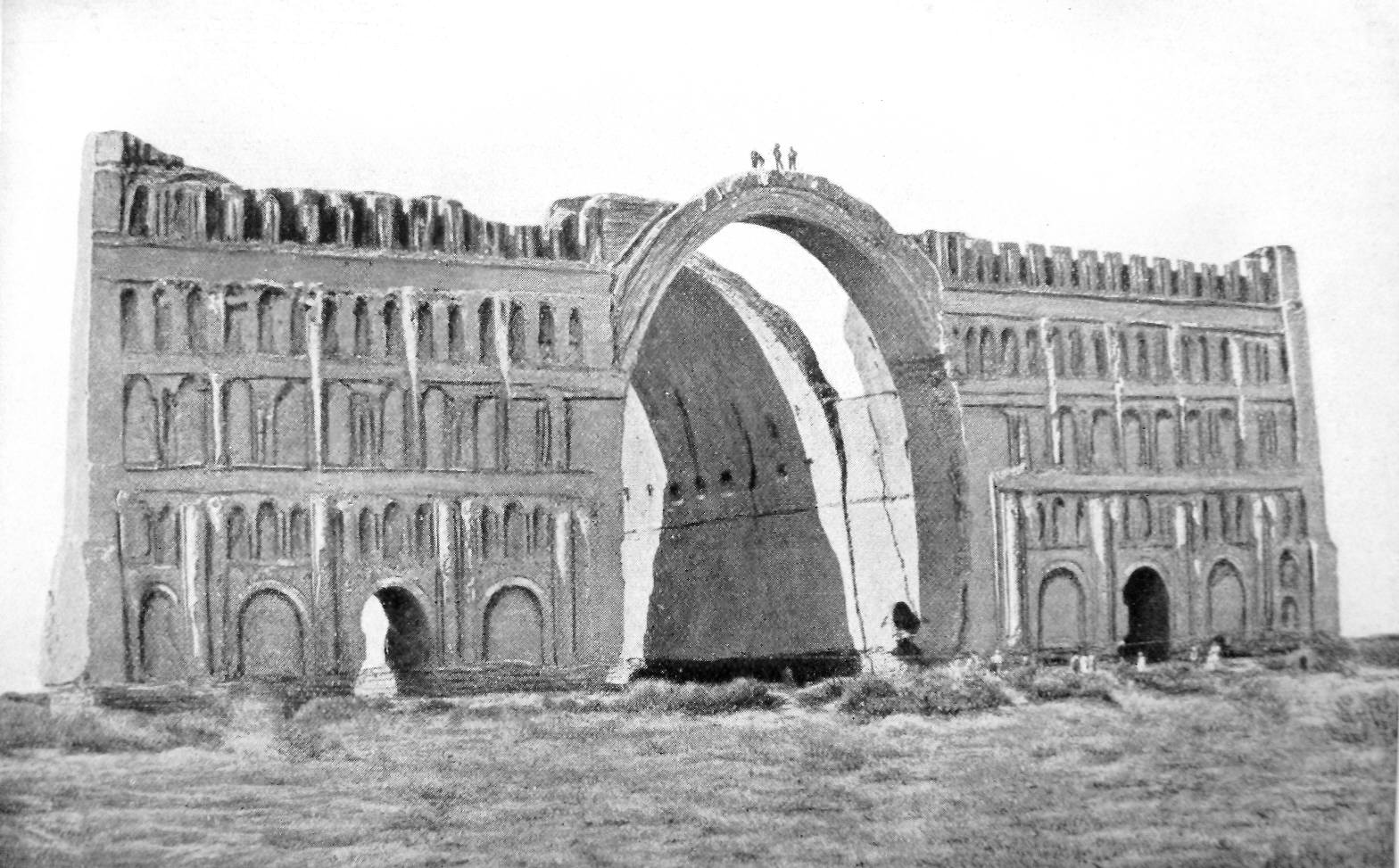
O palácio do Arco de Ctesifonte na capital sassânida Ctesifonte. A cidade se desenvolveu em uma rica metrópole comercial. A cidade pode ter sido a cidade mais populosa do mundo em 570–622

Em contraste com a sociedade parta, os sassânidas renovaram a ênfase em um governo carismático e centralizado. Na teoria sassânida, a sociedade ideal poderia manter a estabilidade e a justiça, e o necessário para isso era um monarca forte. Assim, os sassânidas pretendiam ser um império urbano, no qual foram bastante bem-sucedidos. Durante o final do período sassânida, a Mesopotâmia tinha a maior densidade populacional do mundo medieval. Isso pode ser creditado, entre outras coisas, aos sassânidas fundando e re-fundando várias cidades, o que é mencionado no texto persa As Capitais Provinciais do Irã (Šahrestānīhā ī Ērānšahr. O próprio Artaxexes I construiu e reconstruiu muitas cidades, e assim deu seu nome a muitas, como Vé-Ardaxir no Assuristão, Ardaxir-Cuarrá em Pérsis e Vamã-Ardaxir em Mesena. Durante o período sassânida, muitas cidades com o nome "Iran-khwarrah" foram estabelecidas.
Muitas dessas cidades, novas e antigas, eram povoadas não apenas por grupos étnicos nativos, como iranianos ou siríacos, mas também por prisioneiros de guerra romanos deportados, como godos, eslavos, latinos e outros. Muitos desses prisioneiros eram trabalhadores experientes, acostumados a construir coisas como cidades, pontes e represas. Isso permitiu que os sassânidas se familiarizassem com a tecnologia romana. O impacto que esses estrangeiros causaram na economia foi significativo, já que muitos deles eram cristãos, e a difusão da religião se acelerou em todo o império.
Ao contrário da quantidade de informações sobre os povoados do Império Sassânida, há pouco sobre os nômades/instáveis. É sabido que eram chamados de “curdos” pelos sassânidas e que serviam regularmente aos militares sassânidas, principalmente aos nômades dailamitas e gilanis. Esta forma de lidar com os nômades continuou no período islâmico, onde o serviço dos dailamitas e dos gilanis continuou inabalável.

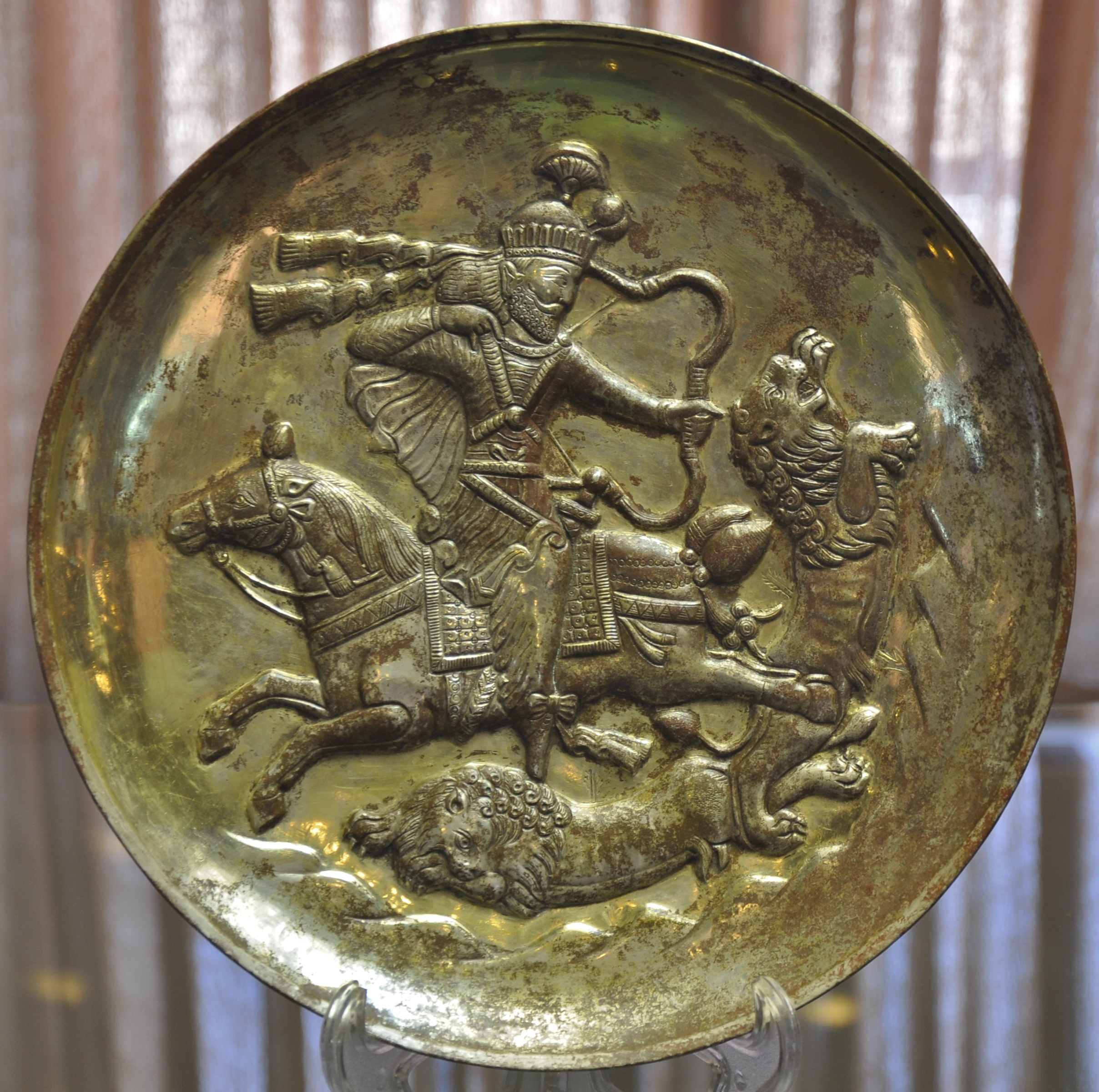
Prato de um xainxá, localizada no Museu do Azerbaijão, no Irã

### Xainxá
O chefe do Império Sassânida era o xainxá (rei de reis), também conhecido simplesmente como xá (rei). Sua saúde e bem-estar eram de grande importância - portanto, a frase “Que você seja imortal” foi usada para responder a ele. As moedas sassânidas que apareceram a partir do século VI e depois retratam uma lua e um sol, que, nas palavras do historiador iraniano Touraj Daryaee, “sugerem que o rei estava no centro do mundo e o sol e a lua giravam em torno dele. Na verdade, ele era o “rei dos quatro cantos do mundo”, o que era uma velha ideia da Mesopotâmia. O rei via todos os outros governantes, como os romanos, os turcos e os chineses, como estando abaixo dele. o rei usava roupas coloridas, maquiagem, uma pesada coroa, enquanto sua barba era decorada com ouro. Os primeiros reis sassânidas se consideravam de descendência divina; eles se chamavam de "bai" (divino).

### Divisão de classes
A sociedade sassânida era imensamente complexa, com sistemas separados de organização social governando vários grupos diferentes dentro do império. Os historiadores acreditam que a sociedade compreendia quatro classes sociais:
1. Asronan (Padres)
2. Arteshtaran (Guerreiros)
3. Wastaryoshan (Plebeus)
4. Hutukhshan (Artesãos)

No centro do sistema de castas sassânidas, o xainxá governava todos os nobres. Os príncipes reais, pequenos governantes, grandes proprietários e sacerdotes, juntos, constituíam um estrato privilegiado e eram identificados como bozorgã, ou grandees. Esse sistema social parece ter sido bastante rígido.
O sistema de castas sassânidas sobreviveu ao império, continuando no início do período islâmico.

### Escravidão
Em geral, a escravidão em massa nunca foi praticada pelos iranianos e, em muitos casos, a situação e a vida dos semiescravos (prisioneiros de guerra) eram, de fato, melhores do que as das pessoas comuns. Na Pérsia, o termo "escravo" também foi usado para devedores que tinham que usar parte de seu tempo para servir em um templo do fogo.
Os escravos mais comuns no Império Sassânida eram os servos domésticos, que trabalhavam em propriedades privadas e nos templos do fogo. O uso de uma escrava em uma casa era comum, e seu mestre tinha total controle sobre ela e poderia até gerar filhos com ela, se quisesse. Os escravos também recebiam salários e podiam ter suas próprias famílias, fossem mulheres ou homens. Ferir um escravo era considerado crime e nem mesmo o próprio rei tinha permissão para fazê-lo.
O senhor de um escravo podia libertar a pessoa quando queria, o que, independentemente da fé em que o escravo acreditasse, era considerado uma boa ação. Um escravo também poderia ser libertado se seu mestre morresse.

## Cultura

### Línguas
Pálavi, a língua oficial, báctrio, corásmio e saca eram algumas das línguas mais faladas do império, sendo todas essas registradas em documentos sobreviventes aos dias de hoje. Durante o começo da dinastia, o grego coiné, parta e o persa médio coexistiram em documentos escritos dos reis sassânidas. Entretanto, já no período em que Narses subiu ao poder, o grego havia saído de uso, talvez por causa dos esforços do clero zoroastrista anti-helênico de remover a língua. Isso também foi provavelmente causado pois nos rivais sassânidas, os bizantinos/romanos, a língua grega era abundante. A língua parta, do Império Parta, também desapareceu desses documentos no século III d.C., sobrevivendo como língua escrita e falada no leste do império, que é o local onde a língua se originou.

### Educação
Havia uma importante escola, chamada "Grande Escola", na capital do império. No início, apenas 50 alunos tinham permissão para estudar na "Grande Escola". Contudo, em menos de 100 anos, a matrícula na escola chegaria a mais de 30 mil alunos.

### Sociedade
Em um nível inferior, a sociedade sassânida foi dividida nos azatan (homens livres). Os azatan formaram uma grande aristocracia de baixo nível de administradores, a maioria vivendo em pequenas propriedades. Eles forneciam a espinha dorsal da cavalaria do exército sassânida.

### Arte, ciência e literatura

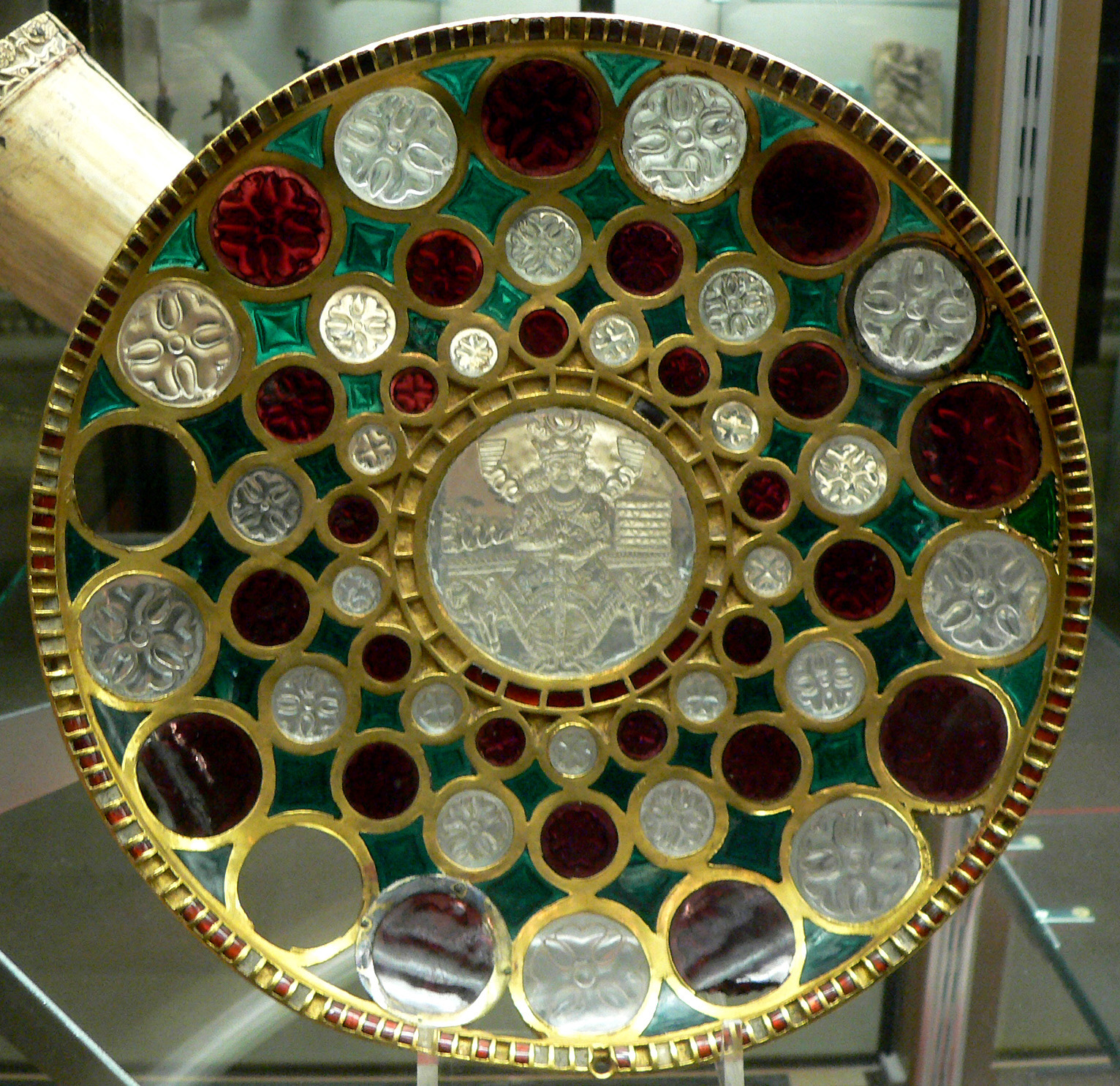
Um prato com uma imagem de Cosroes I no centro

Os reis sassânidas eram patronos em letras e filosofia. Cosroes I mandou traduzir as obras de Platão e Aristóteles para o pálavi, ensiná-las em Bendosabora e lê-las ele mesmo. Durante seu reinado, muitos anais históricos foram compilados, dos quais o único sobrevivente é o Karnamak-i Artaxshir-i Papakan (Livro dos Feitos de Artaxes, Filho de Pabeco), uma mistura de história e romance que serviu de base para o épico nacional iraniano, a Épica dos Reis. Quando Justiniano I fechou as escolas de Atenas, sete de seus professores foram para a Pérsia e encontraram refúgio na corte de Cosroes. Em seu tratado de 533 com Justiniano, o rei sassânida estipulou que os sábios gregos deveriam ter permissão para retornar e ficar livres da perseguição.
Sob Cosroes I, a Academia de Bendosabora, que foi fundada no século V, tornou-se "o maior centro intelectual da época", atraindo alunos e professores de todos os quadrantes do mundo conhecido. Cristãos nestorianos foram recebidos lá, e trouxeram traduções siríacas de obras gregas em medicina e filosofia. Os conhecimentos médicos da Índia, Pérsia, Síria e Grécia se misturaram ali para produzir uma florescente escola de terapia.
Artisticamente, o período sassânida testemunhou algumas das maiores conquistas da civilização iraniana. Muito do que mais tarde ficou conhecido como cultura muçulmana, incluindo arquitetura e escrita, foi originalmente extraído da cultura persa. Em seu auge, o Império Sassânida se estendeu do oeste da Anatólia ao noroeste da Índia (hoje Paquistão), mas sua influência foi sentida muito além dessas fronteiras políticas. Os padrões sassânidas encontraram seu caminho na arte da Ásia Central e da China, no Império Bizantino e até na França merovíngia. A arte islâmica, entretanto, foi a verdadeira herdeira da arte sassânida, cujos conceitos deveria assimilar enquanto, ao mesmo tempo, instilava vigor renovado nela. De acordo com Will Durant:
| “ | A arte sassânida exportou suas formas e padrões para o leste, na Índia, Turquestão e China, e para o oeste, na Síria, Ásia Menor, Constantinopla, Bálcãs, Egito e Espanha. Provavelmente sua influência ajudou a mudar a ênfase na arte grega da representação clássica para o ornamento bizantino, e na arte cristã latina de tetos de madeira para abóbadas de tijolo ou pedra e cúpulas e paredes com contrafortes. | ” |

#### Coroas
Os diversos reis e nobres sassânidas usavam diferentes coroas. As várias coroas sassânidas dos reis eram personalizadas a eles, mas, com o passar do tempo, as coroas se tornaram menos personalizadas e mais complexas, fazendo também com que elas se tornassem muito pesadas a serem usadas pelos reis. Ainda assim, as coroas são usadas para identificar os reis sassânidas descritos em moedas, ao lado do nome escrito.

### Literatura

#### Filosofia e teologia
Não existem escritos filosóficos o teológicos sobreviventes escritos no período sassânida. Contudo, a filosofia escrita nos séculos IX e X demonstra ser de influência de uma tradição anterior. Os persas são familiares com a filosofia grega desde o período aquemênida, e se tornaram ainda mais influenciados por ela durante o período sassânida. Algumas obras relevantes de filosofia e teologia são os livros três e quatro do Dencarde, o Škand gumānı̄k wizār (lit.  "A explicação destruidora de dúvidas"), de Mardan-Farrukh, entre outras.

#### Andarz
Andarz (lit.  "Sabedoria") se refere a um importante estilo literário pálavi. A maioria dos trabalhos desse estilo foram escritos por pessoas bem-educadas, mas algumas obras também podem ser atribuídas a certos monarcas ou personalidades religiosas. Os andarz poderiam dar conselhos religiosos ou serem sobre sabedoria pragmática. O sexto livro do Dencarde é a maior coletânea de obras andarz.

## Economia

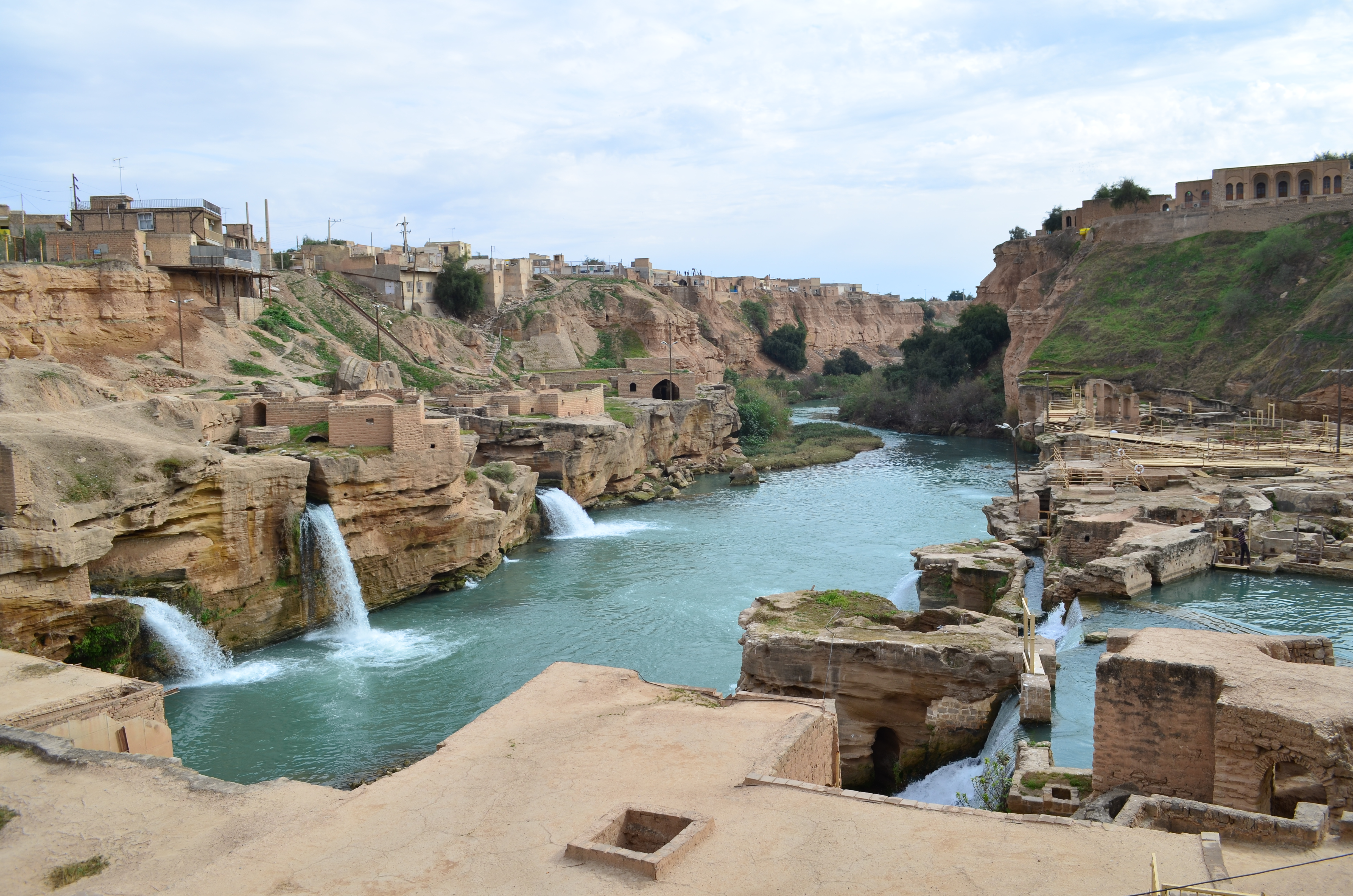
Os restos do Sistema Hidráulico Histórico de Shushtar, um Patrimônio Mundial da UNESCO

Como a maioria dos habitantes era de origem camponesa, a economia sassânida dependia da agricultura, sendo o Cuzistão e o Iraque as províncias mais importantes. O Canal de Naravã é um dos maiores exemplos de sistemas de irrigação sassânida, e muitas dessas coisas ainda podem ser encontradas no Irã. As montanhas sassânidas foram usadas para o trabalho pesado dos nômades da região, e a natureza de centralização do estado sassânida permitiu-lhe impor impostos sobre os nômades e habitantes das montanhas. Durante o reinado de Cosroes I, outras terras foram colocadas sob administração centralizada.
Duas rotas comerciais foram usadas durante o período sassânida: uma no norte, a famosa Rota da Seda, e uma rota menos proeminente na costa sul da sassânida. As fábricas de Susã, Bendosabora e Shushtar eram famosas por sua produção de seda e rivalizavam com as fábricas chinesas. Os sassânidas mostravam grande tolerância para com os habitantes do campo, o que permitiu que estes armazenassem em caso de fome.

### Indústria e comércio
A indústria persa sob os sassânidas desenvolveu-se de formas domésticas para formas urbanas. As guildas eram numerosas. Haviam boas estradas e pontes, bem patrulhadas, permitiam que caravanas de correio e mercantes ligassem Ctesifonte a todas as províncias; e portos foram construídos no Golfo Pérsico para acelerar o comércio com a Índia. Os mercadores sassânidas se espalhavam por toda parte e gradualmente expulsaram os romanos das lucrativas rotas comerciais do Oceano Índico. Descobertas arqueológicas recentes mostraram que os sassânidas usavam rótulos especiais (rótulos comerciais) nas mercadorias como forma de promover seus produtos e distinguir diferentes qualidades.
Cosroes I expandiu ainda mais a já vasta rede comercial. O Estado Sassânida agora se aproximava de um controle monopolista do comércio, com bens de luxo sendo muito mais importantes no comércio do que até aquele momento, e a grande atividade na construção de portos, caravançarai, pontes entre outras obras similares ficaram ligadas ao comércio e urbanização. Os persas, no tempo de Cosroes. controlavam o comércio internacional tanto no Oceano índico, Ásia Central e no sul da Rússia, mesmo com a às vezes intensa competição com os bizantinos. Assentamentos sassânidas em Omã e no Iêmen atestam a importância do comércio com a Índia. O comércio de seda com a China estava majoritariamente na mão dos vassalos sassânidas e dos sogdianos.
Os principais produtos que os sassânidas exportavam eram seda; têxteis de lã e de ouro; carpetes e tapetes; peles; e couro e pérolas do Golfo Pérsico. Também haviam bens chineses (seda e papel) e indianos (especiarias) que transitavam pelo império, sobre os quais o sassânidas impunham impostos, e os quais eram re-exportados à Europa.
Esse também foi um período em que a produção metalúrgica se expandiu, dando ao Irã o apelido de "o armeiro da Ásia". A maior parte da mineração sassânida era feita próxima às fronteiras do império, como na Armênia, no Cáucaso, e, principalmente, na região da Transoxiana. A extraordinária riqueza das montanhas Pamir no leste do império levou ao surgimento de um mito entre o povo tajique que ainda sobrevive aos dias de hoje. A lenda diz que, quando Deus estava criando o mundo, ele tropeçou nas Pamir, deixando cair seu pote de minérios e os espalhando pela região.

## Corte
Desde Sapor, como indicado em suas inscrições, a corte era dividida hierarquicamente em 4 categorias que indicam precedência: os "reis" (štldl‘n [persa médio], ḥštrdryn [parta], ML‘K, basileos [grego]); "príncipes" (wspwtlk‘n [persa médio], BRBYT‘n, tou eg basiléos [grego]); "grandes" (wčlk‘n [persa médio], RB‘n; o megistanes do período parta); e "livres, nobres" (z‘tn; os liberi de Pompeu Trogo). Os primeiros eram formados por governantes de reinos e grandes províncias (xares) oriundos de dinastias semi-independentes ou príncipes do clã real a quem o rei de reis nomeou como governadores. Os segundos eram pessoas, de ambos os sexos, que estavam relacionada ao clã real e constituíam a mais alta categoria da nobreza, ou seja, os reis e talvez seus filhos de casamento "sem plenos direitos" como aqueles contraídos com uma pessoa em menoridade ou um casamento colateral.

## Legado
A influência do império sobreviveu por muito tempo depois de sua queda. O império conseguiu atingir uma renascença persa por causa do governo de vários imperadores habilidosos, tornando o Irã uma potência mesmo após a queda do império e o estabelecimento do islã. No Irã moderno e na iranosfera, o período sassânida é considerado ponto alto na história da civilização iraniana.